# Biserica reformată din Vălenii de Mureș

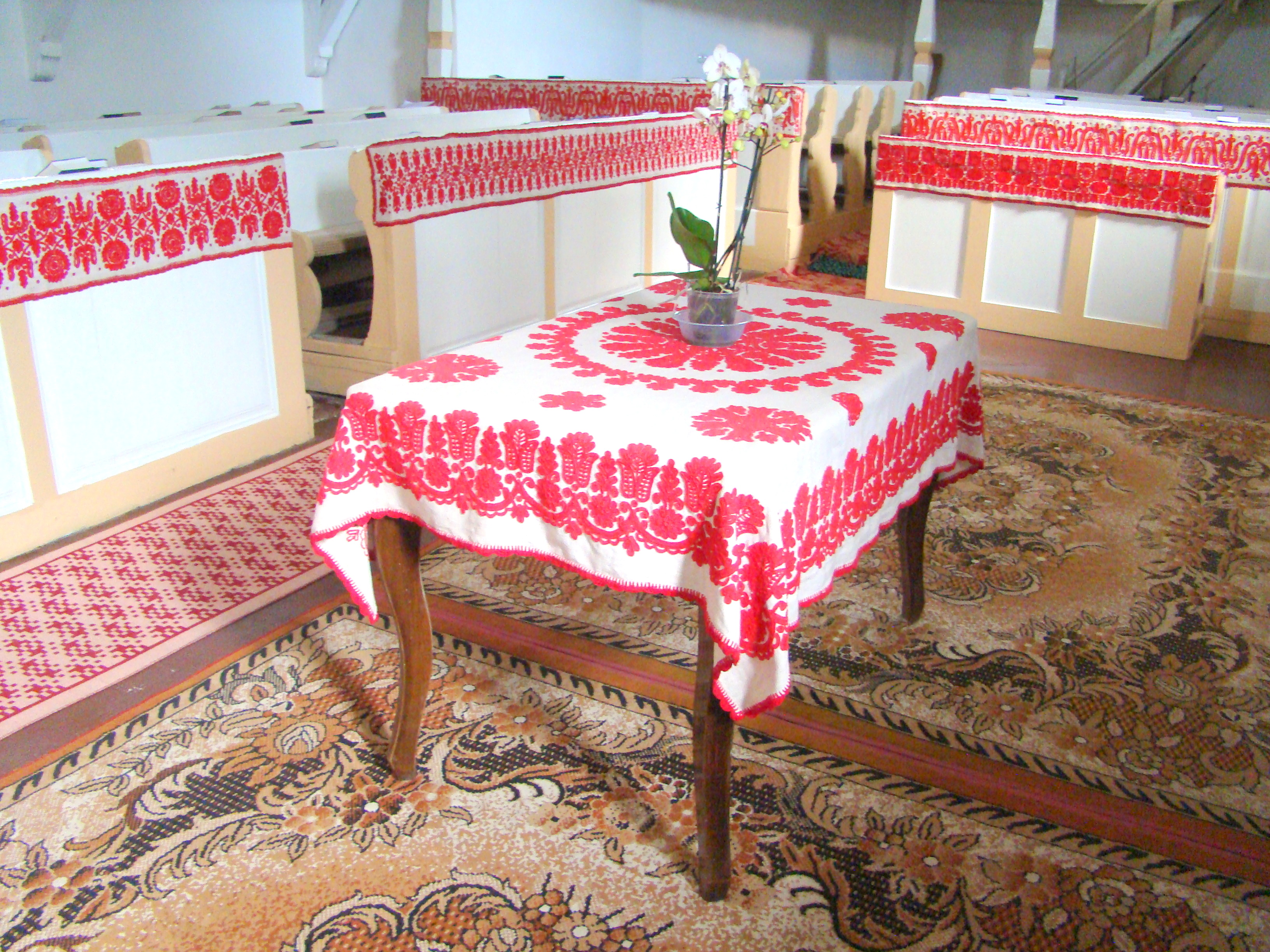
Masa Domnului

Biserica reformată din Vălenii de Mureș este un monument istoric aflat pe teritoriul satului Vălenii de Mureș, comuna Brâncovenești.

## Localitatea
Vălenii de Mureș, mai demult Porcești, Disnăieu (în dialectul săsesc Gassne, în germană Gassen, în maghiară Disznajó) este un sat în comuna Brâncovenești din județul Mureș, Transilvania, România. Menționat pentru prima dată în anul 1319.

## Biserica
Coloniștii sași erau deja prezenți în 1332, când este menționat și numele preotului Kuczmann plătind zeciuiala papală. Populația medievală, catolică la momentul Reformei, a devenit luterană și mai apoi reformată, împreună cu biserica.
Biserica medievală, de secol XIV, încă există. După alte surse a fost reconstruită în 1562. Biserica a fost mărită în secolul XIX în două etape: în 1833 nava a fost extinsă spre nord, iar în 1888 o nouă etapă de extindere spre sud și construirea unui turn nou. Astfel, inițiala lungime a navei a devenit actuala lărgime a acesteia, iar orientarea estică a fost modificată în una sudică.
Din perioada medievală se păstrează sanctuarul și un fragment de pictură scos de sub tencuială în timpul reparațiilor din 1888. Când s-a săpat la fundația noului turn a fost găsită o piatră de mormânt din 1586, care comemorează fiica pastorului luteran Samuel Trauzner: „Hic jacet, filia pastoris ev. ref. Samuel Trauzner anno Domini MDLXXXVI”.

## Imagini din exterior

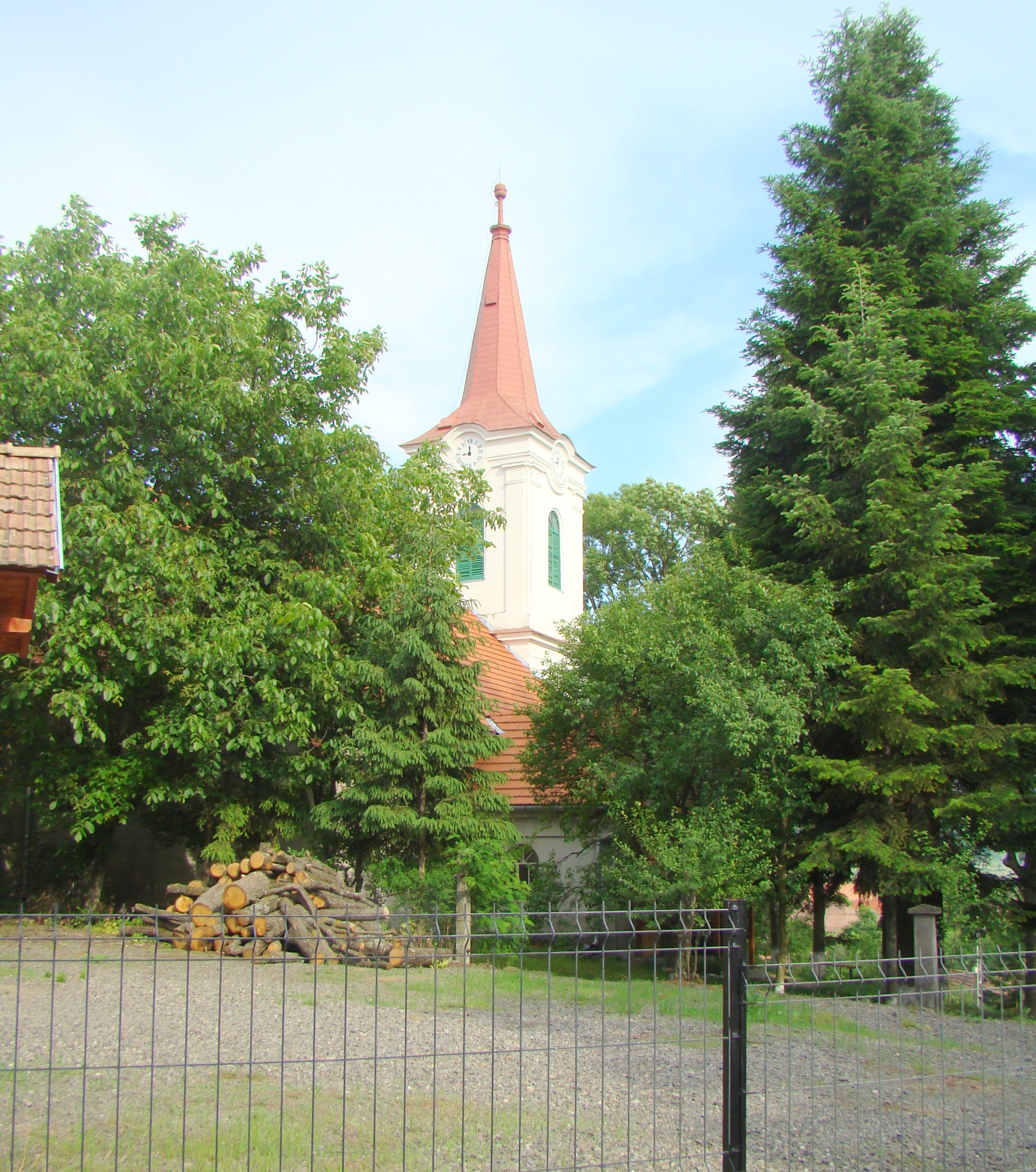
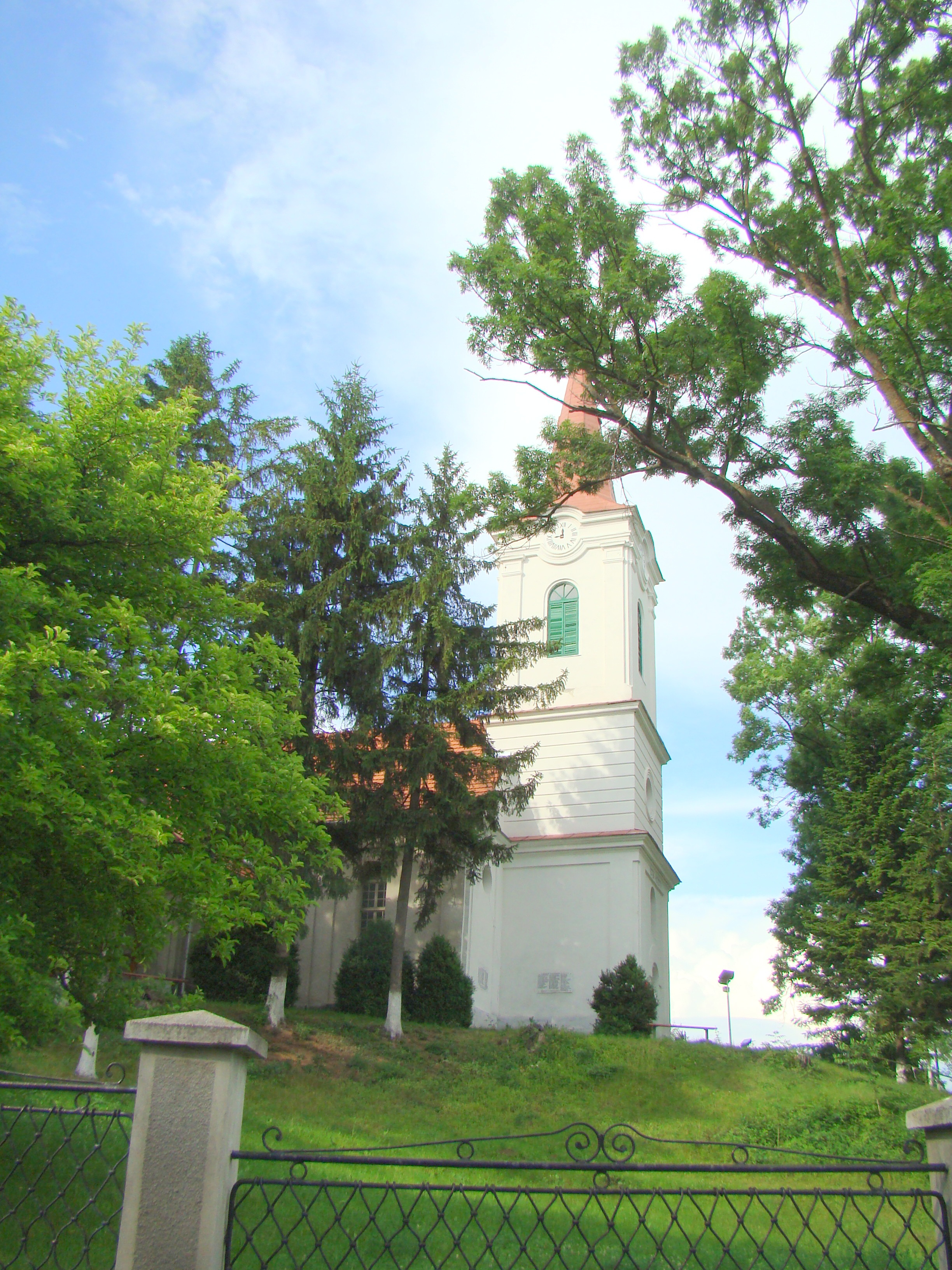
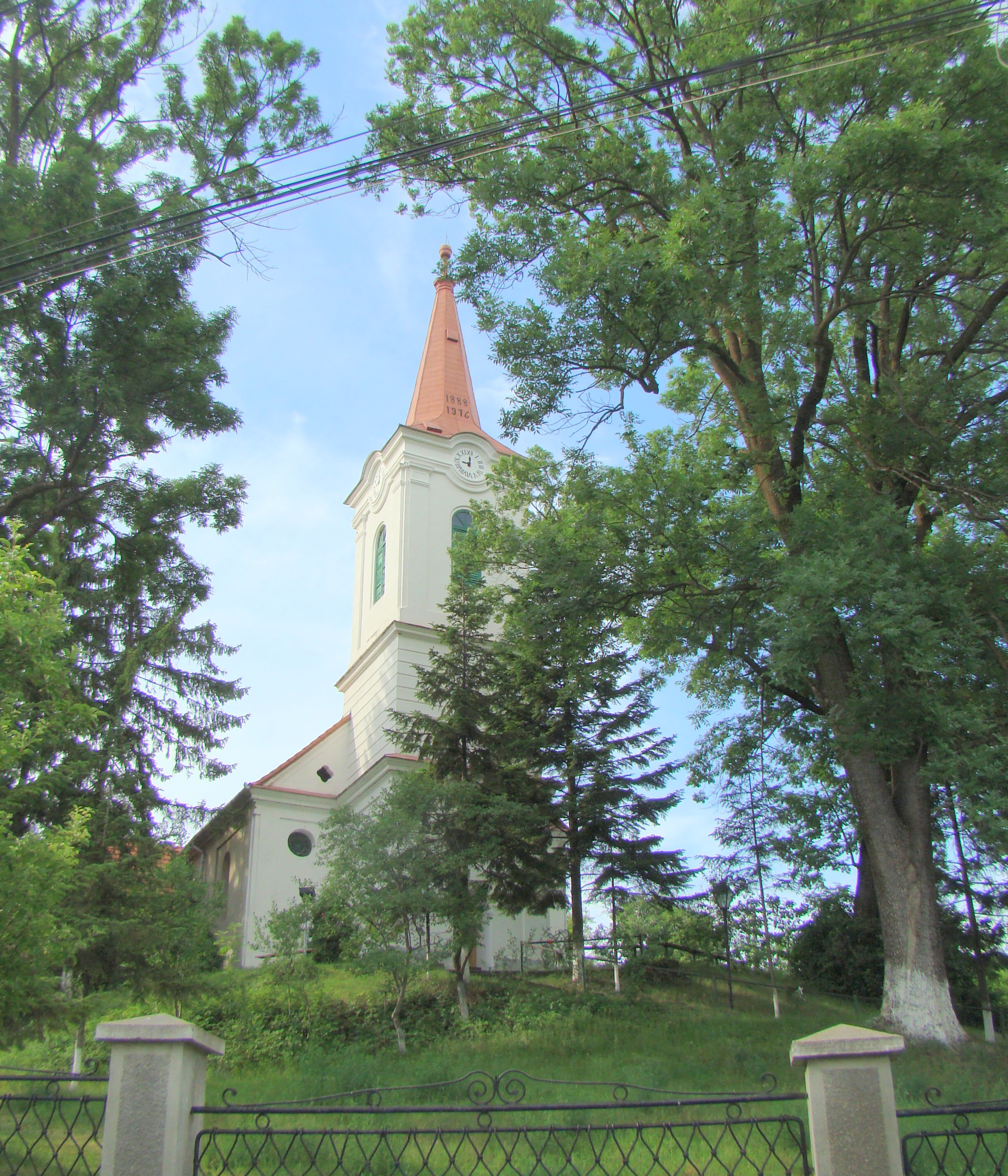
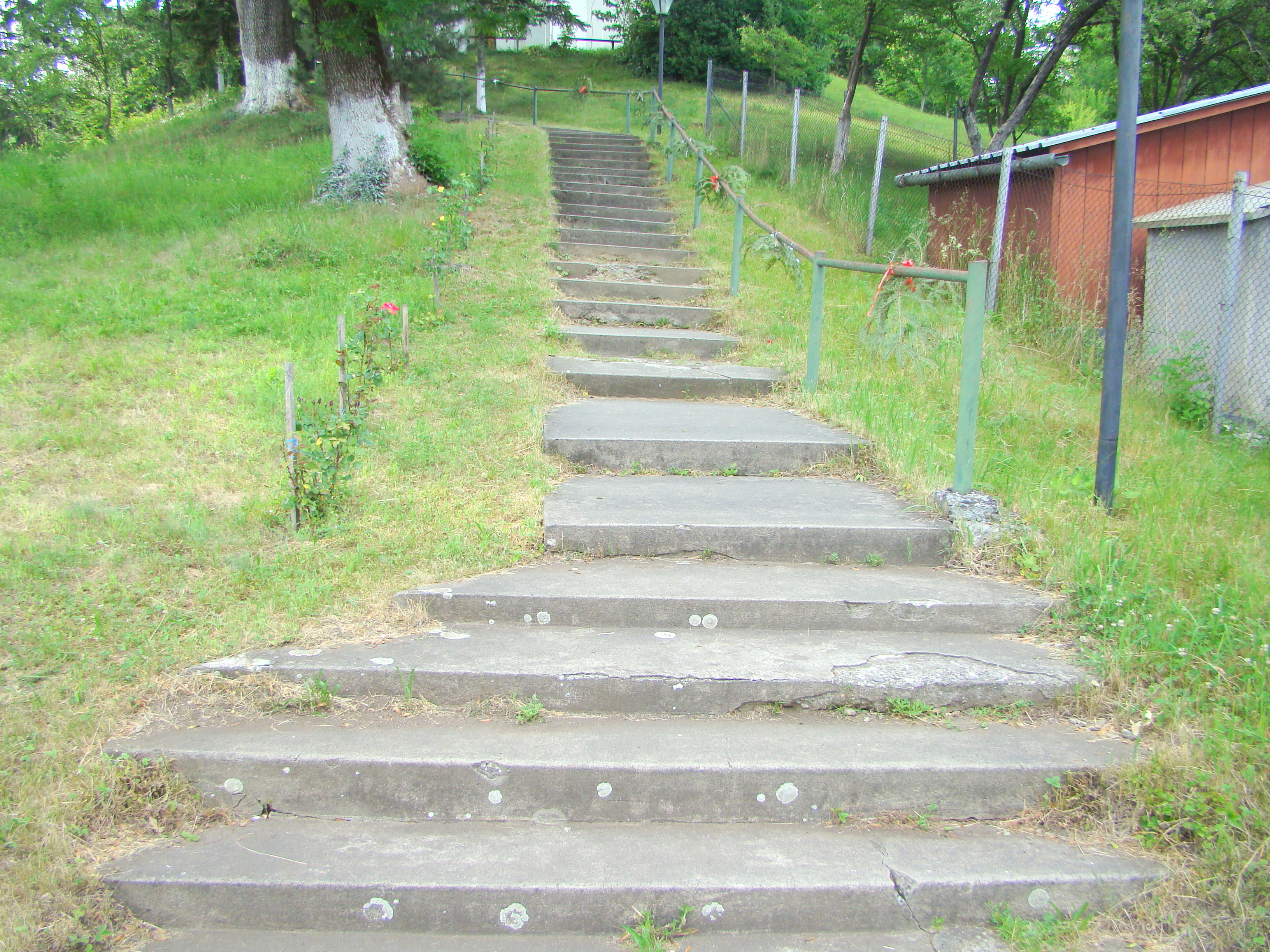
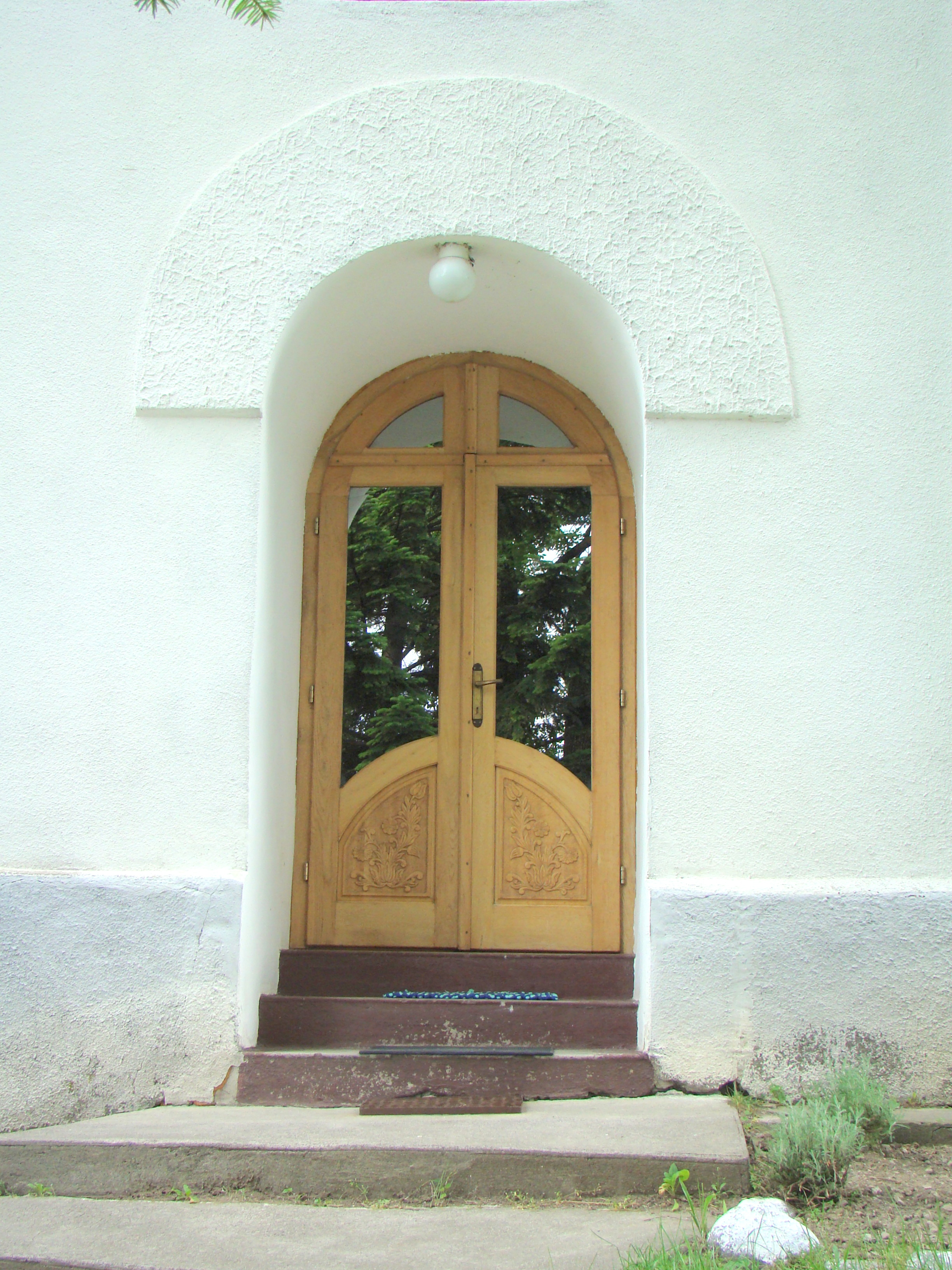
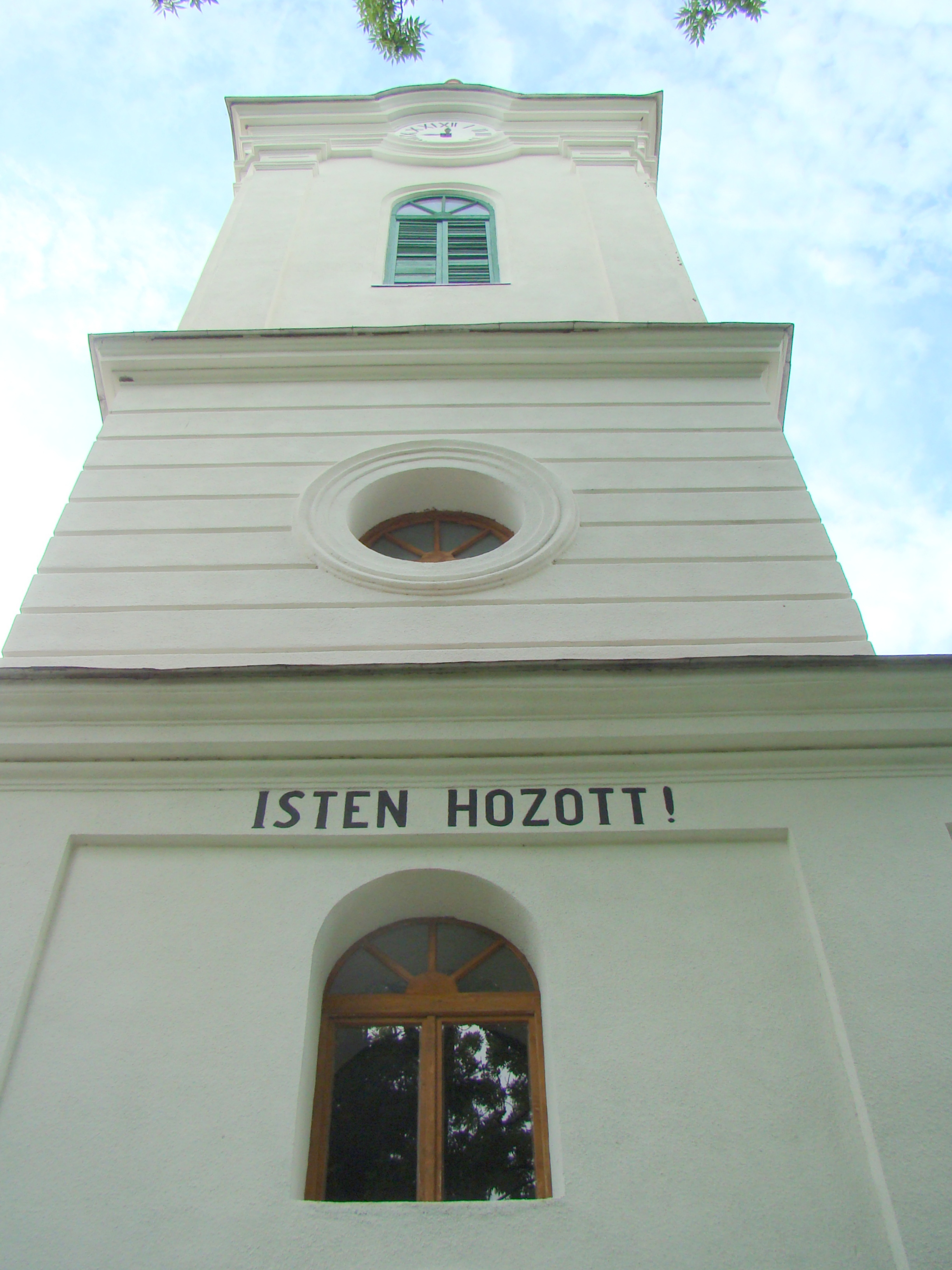
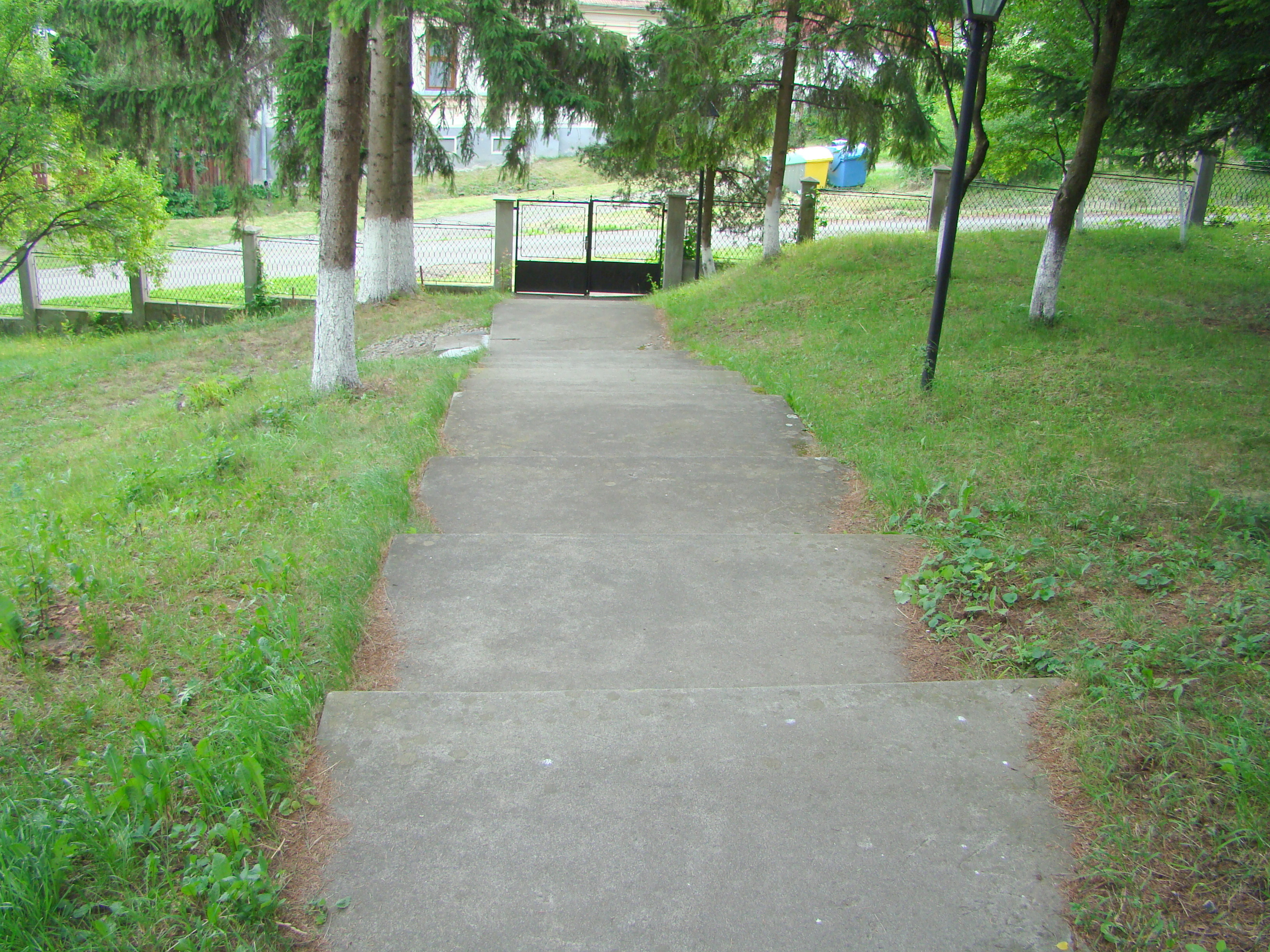
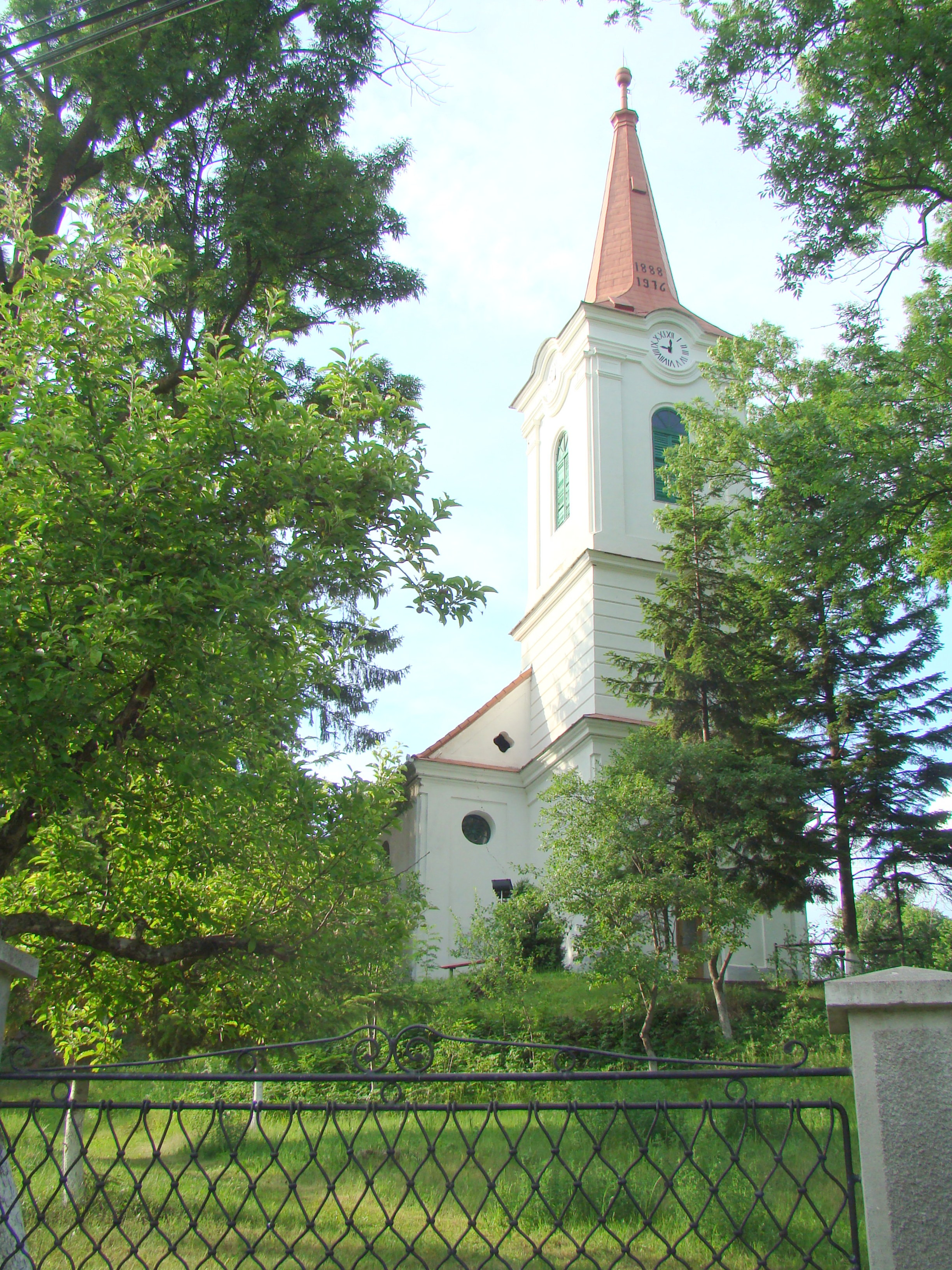
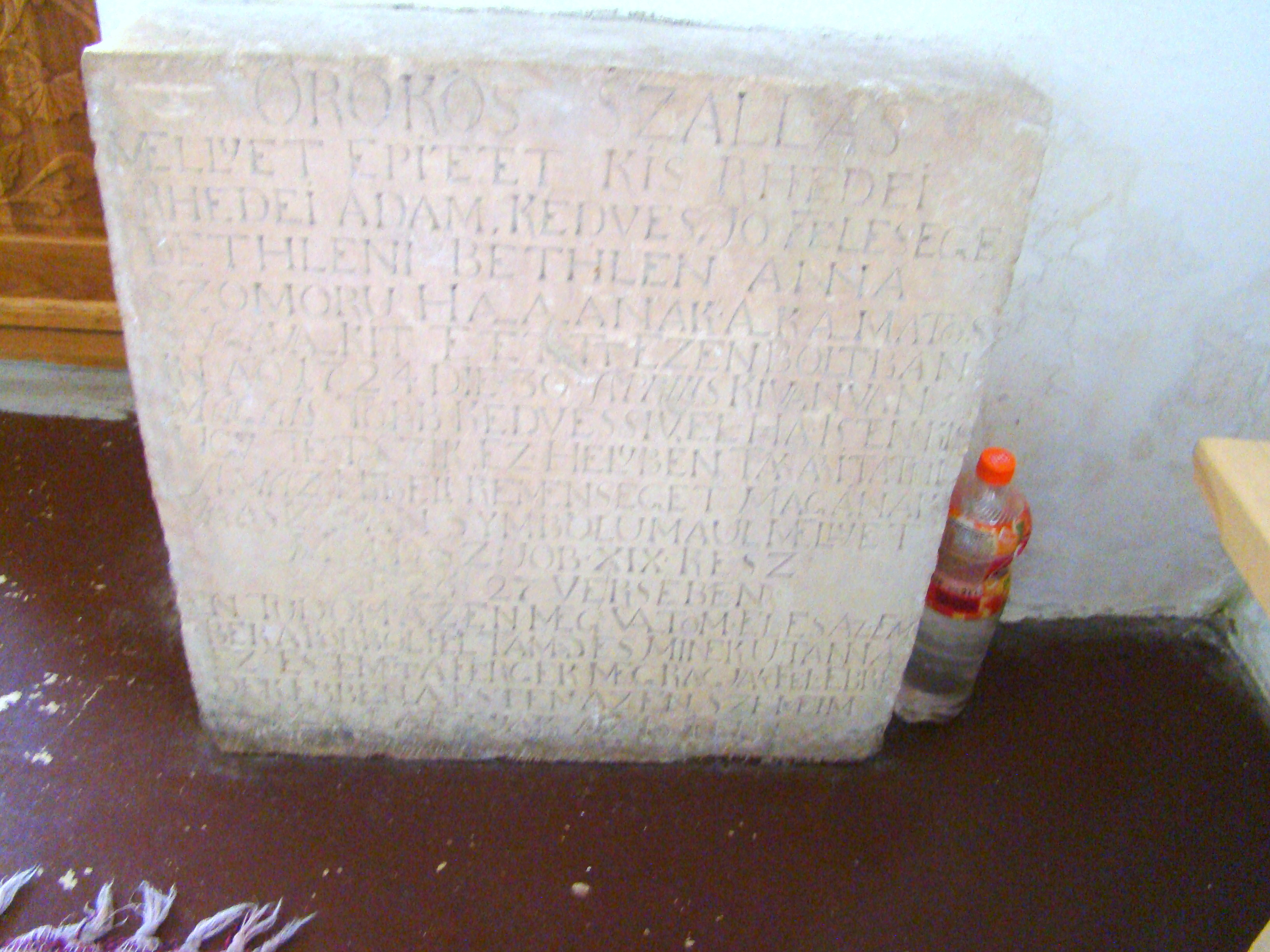
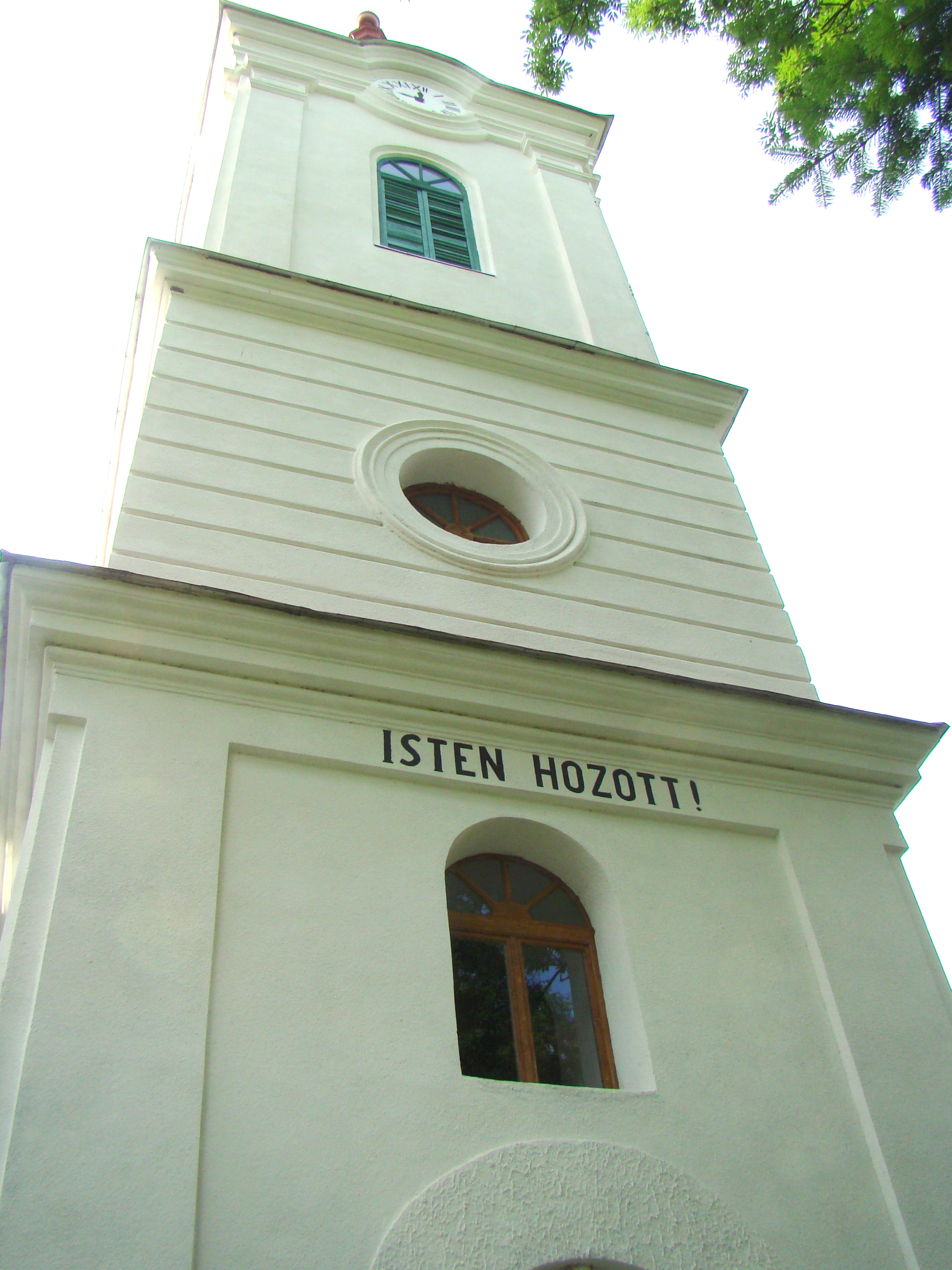
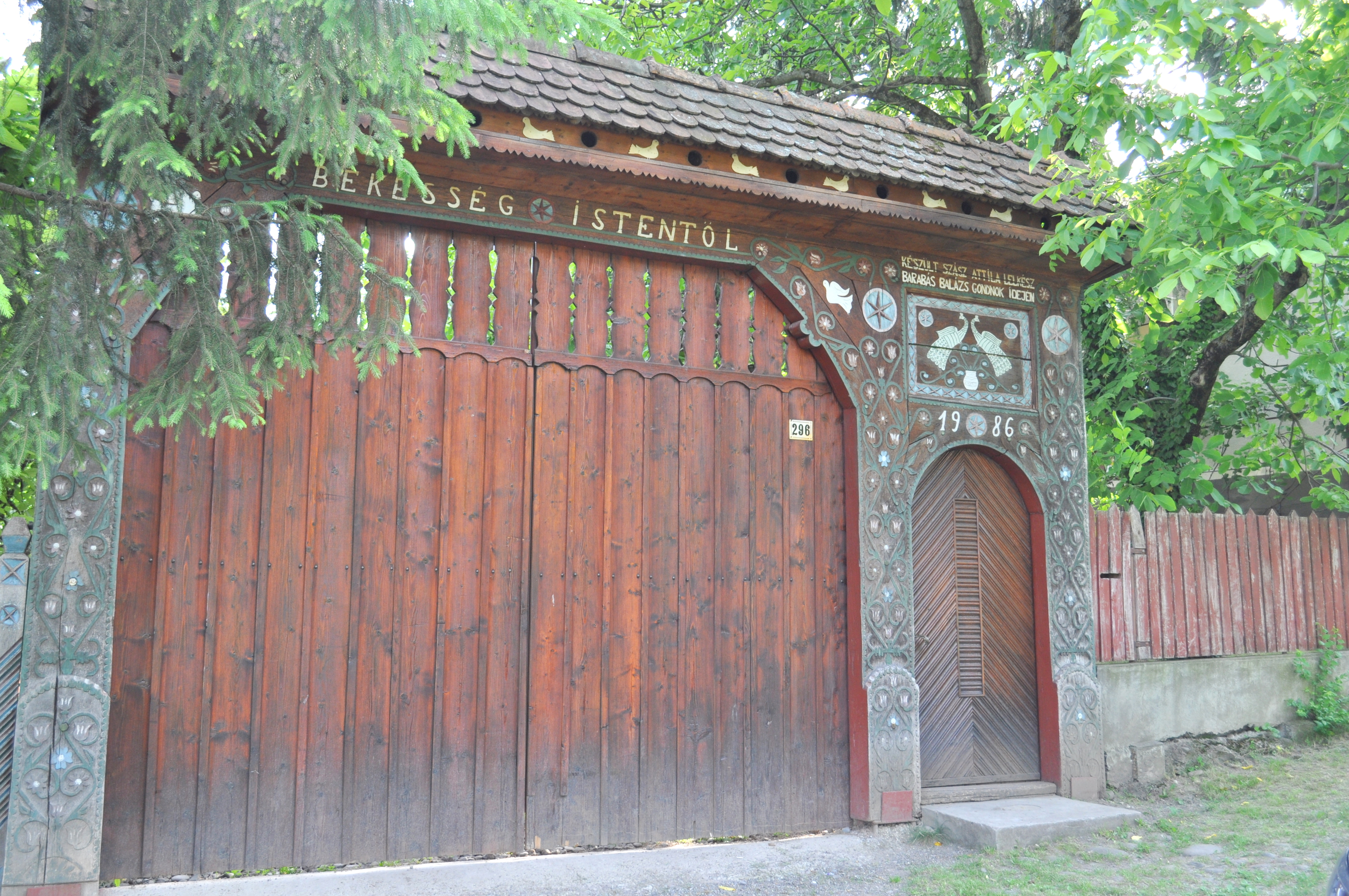

## Imagini din interior

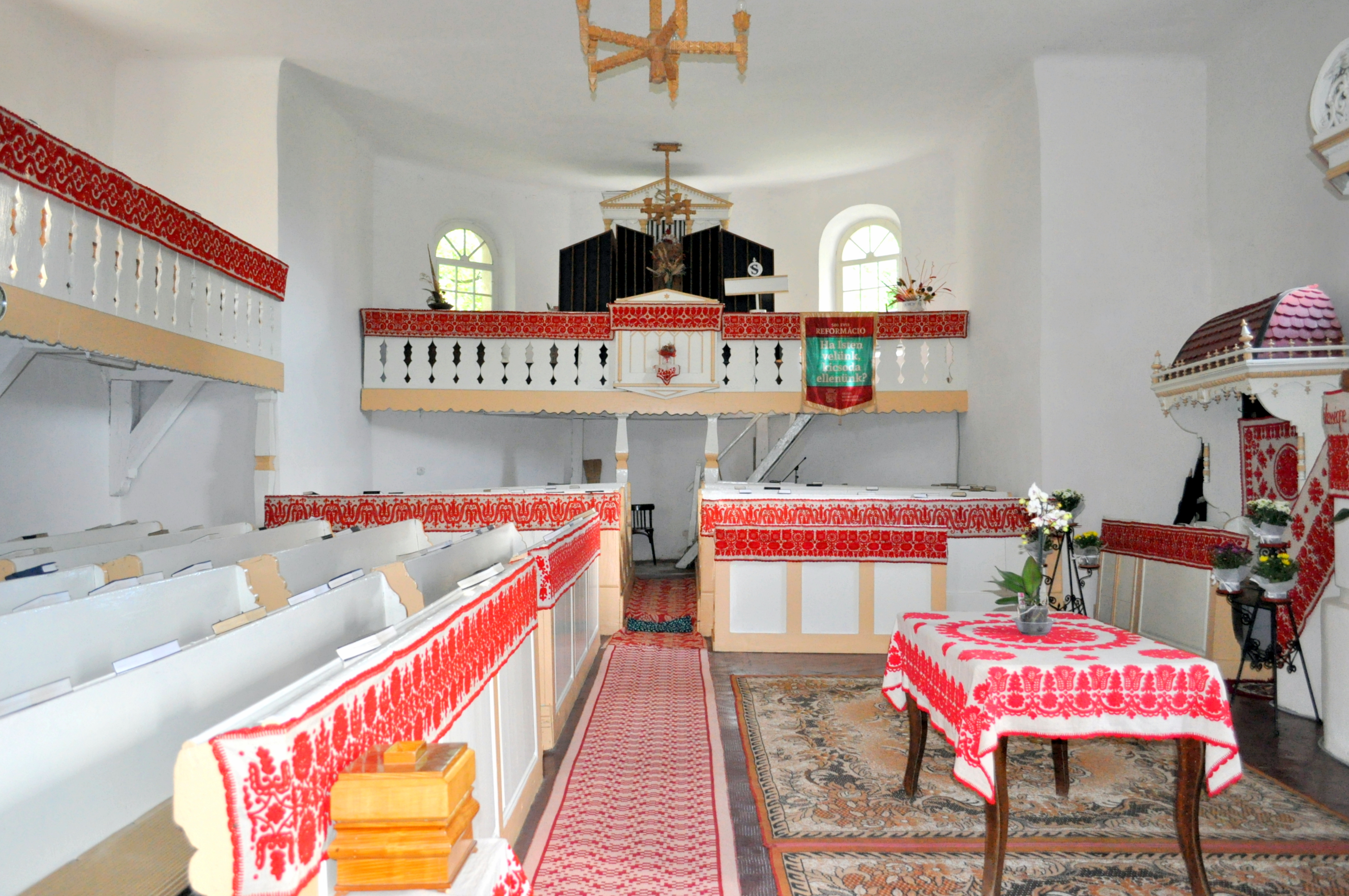
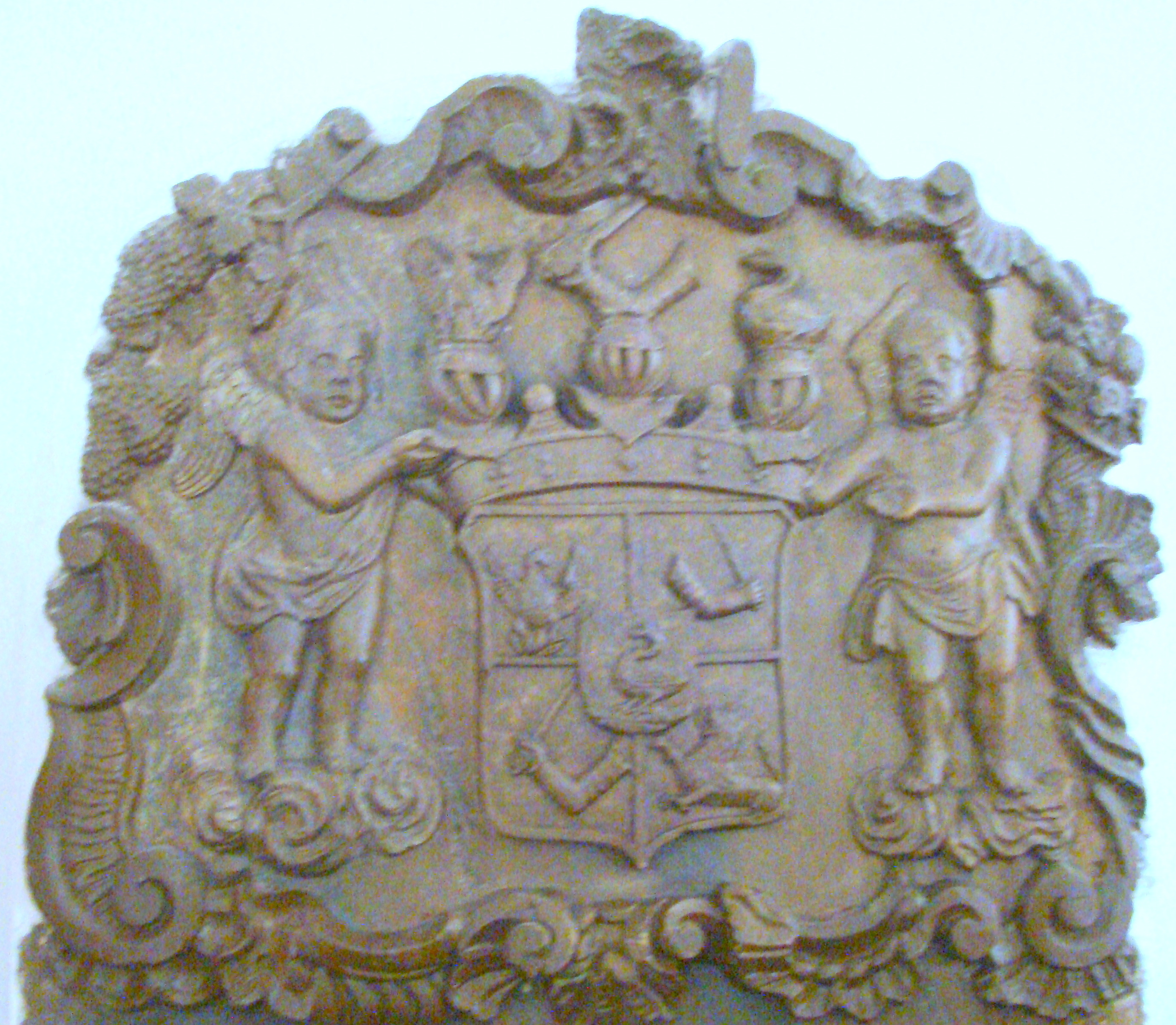
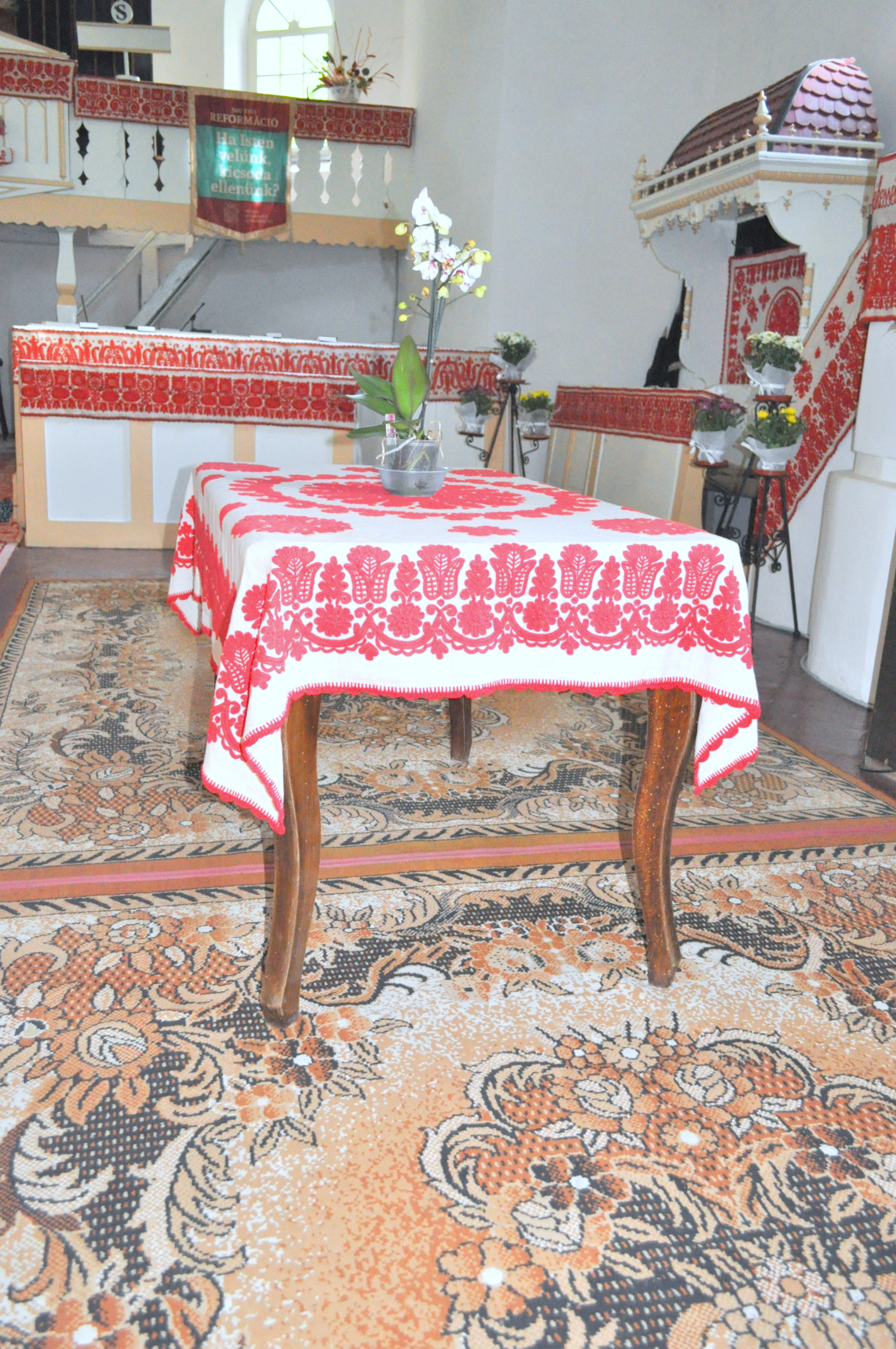
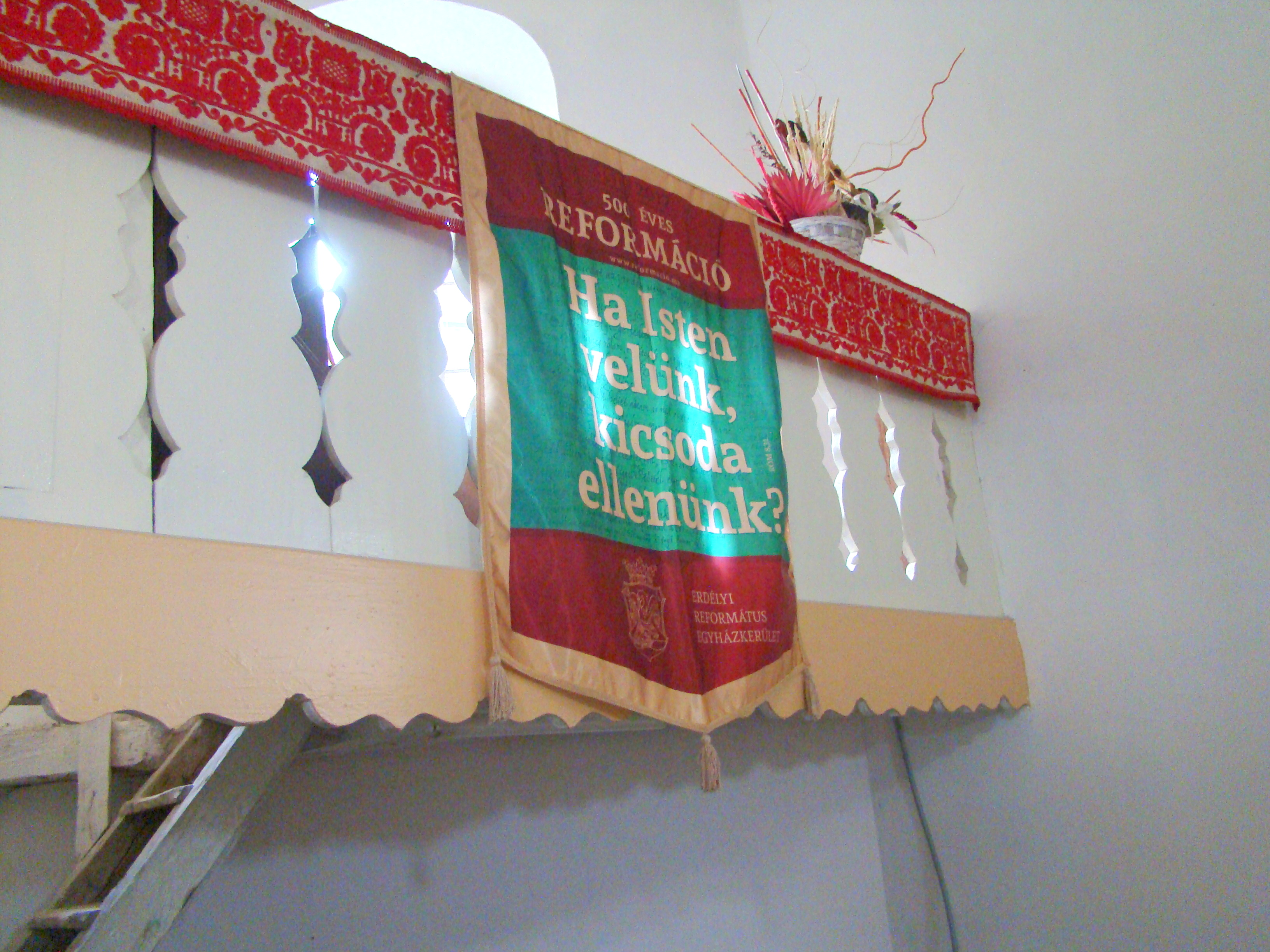
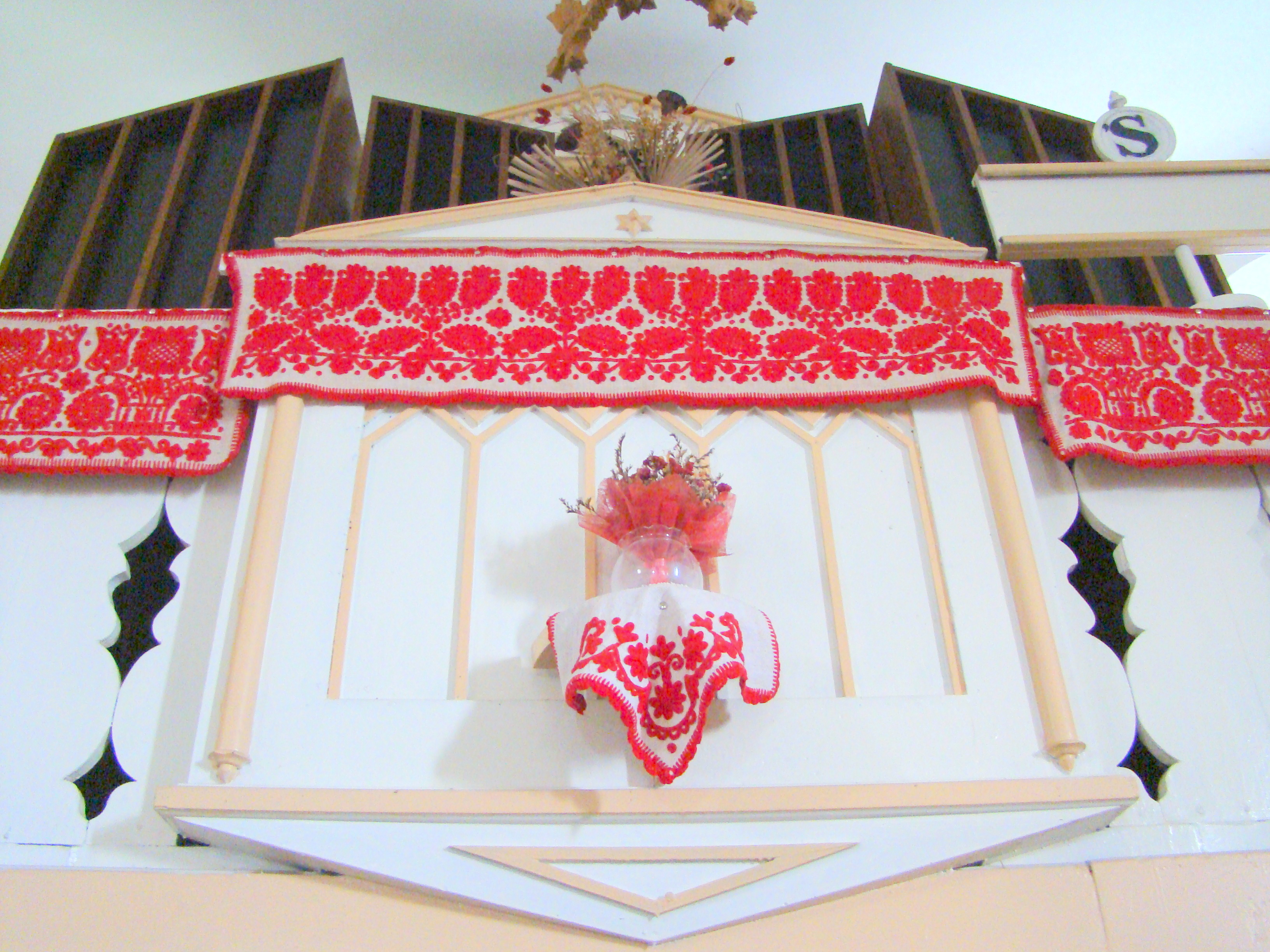
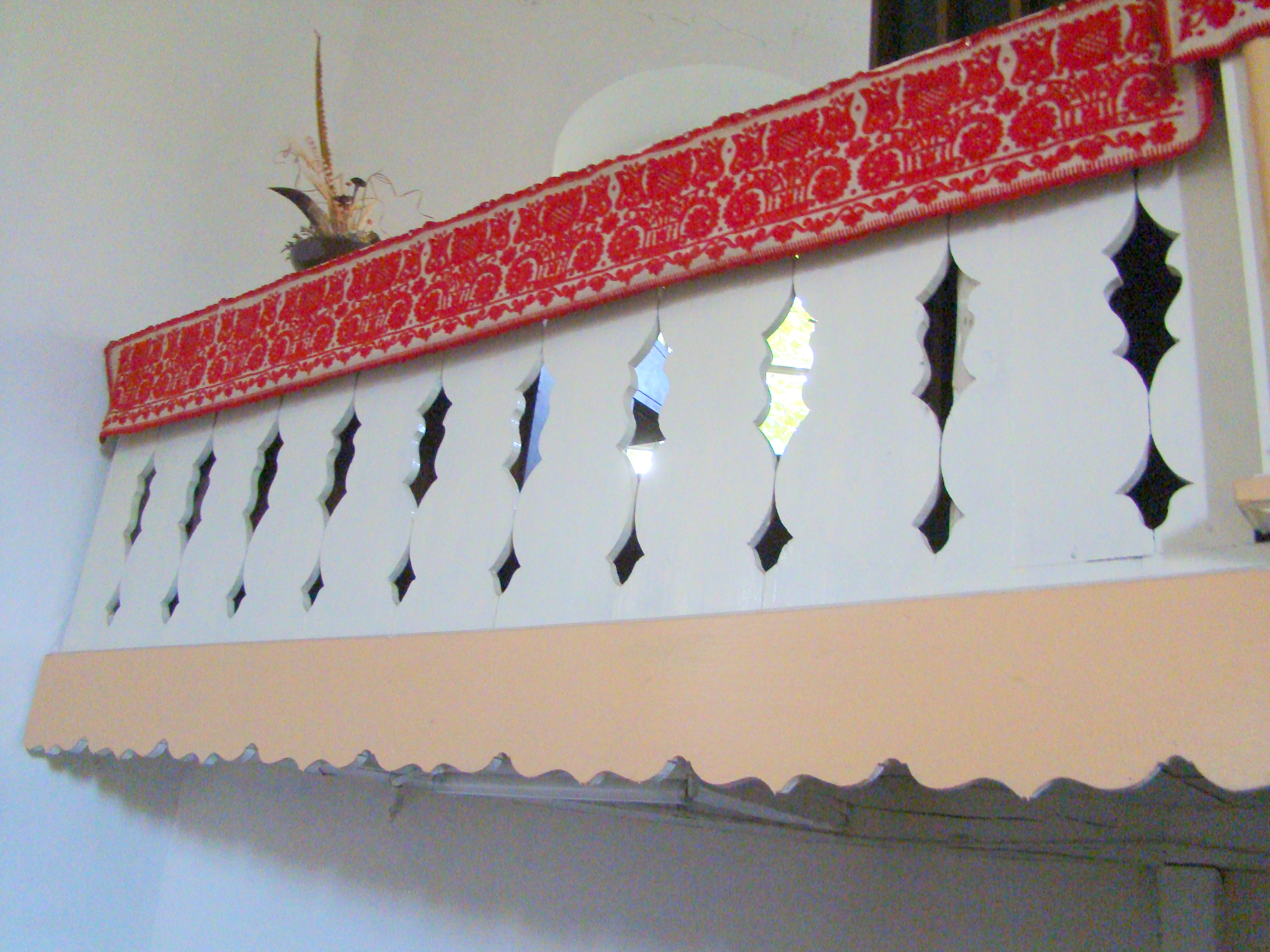
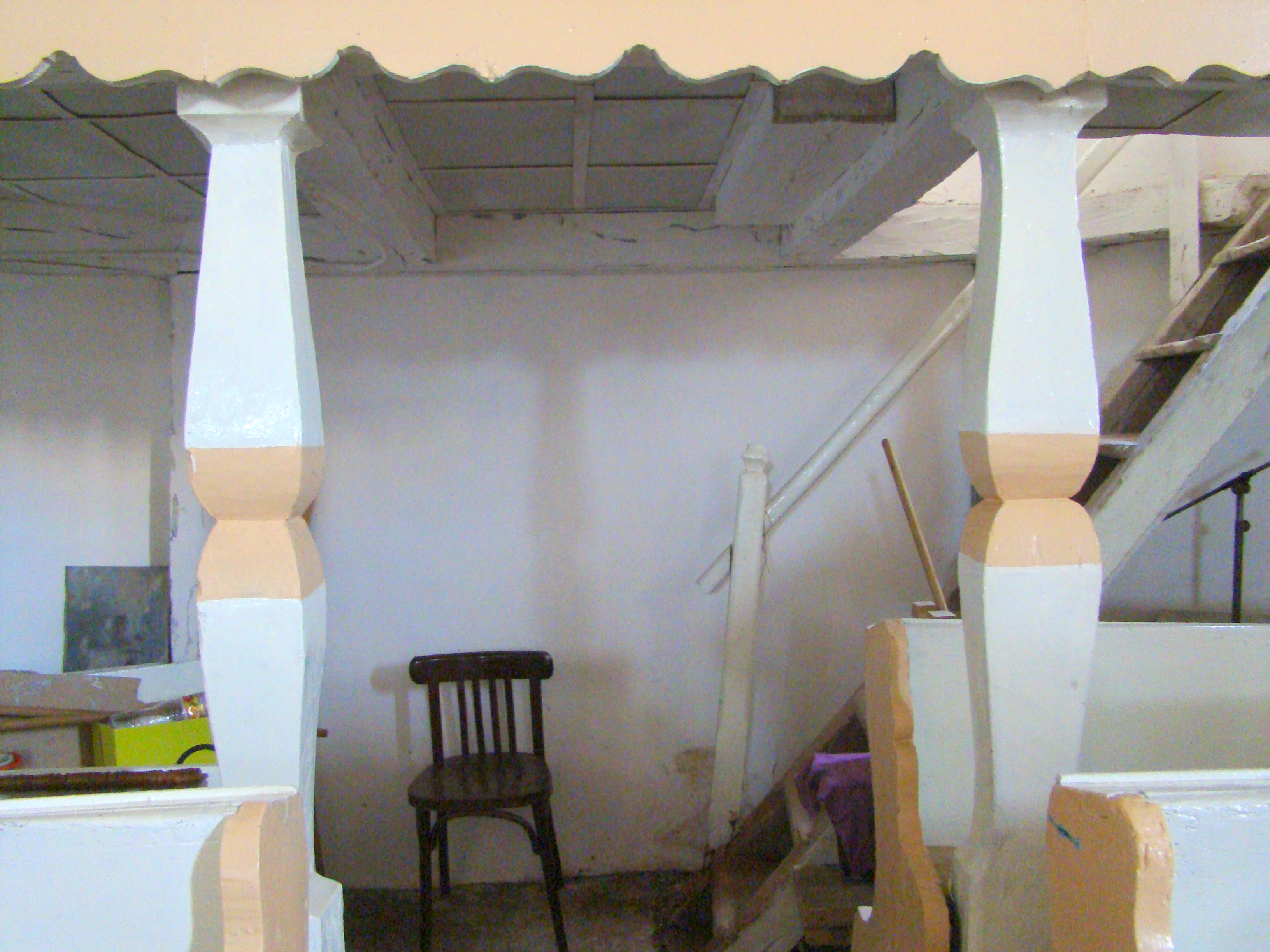
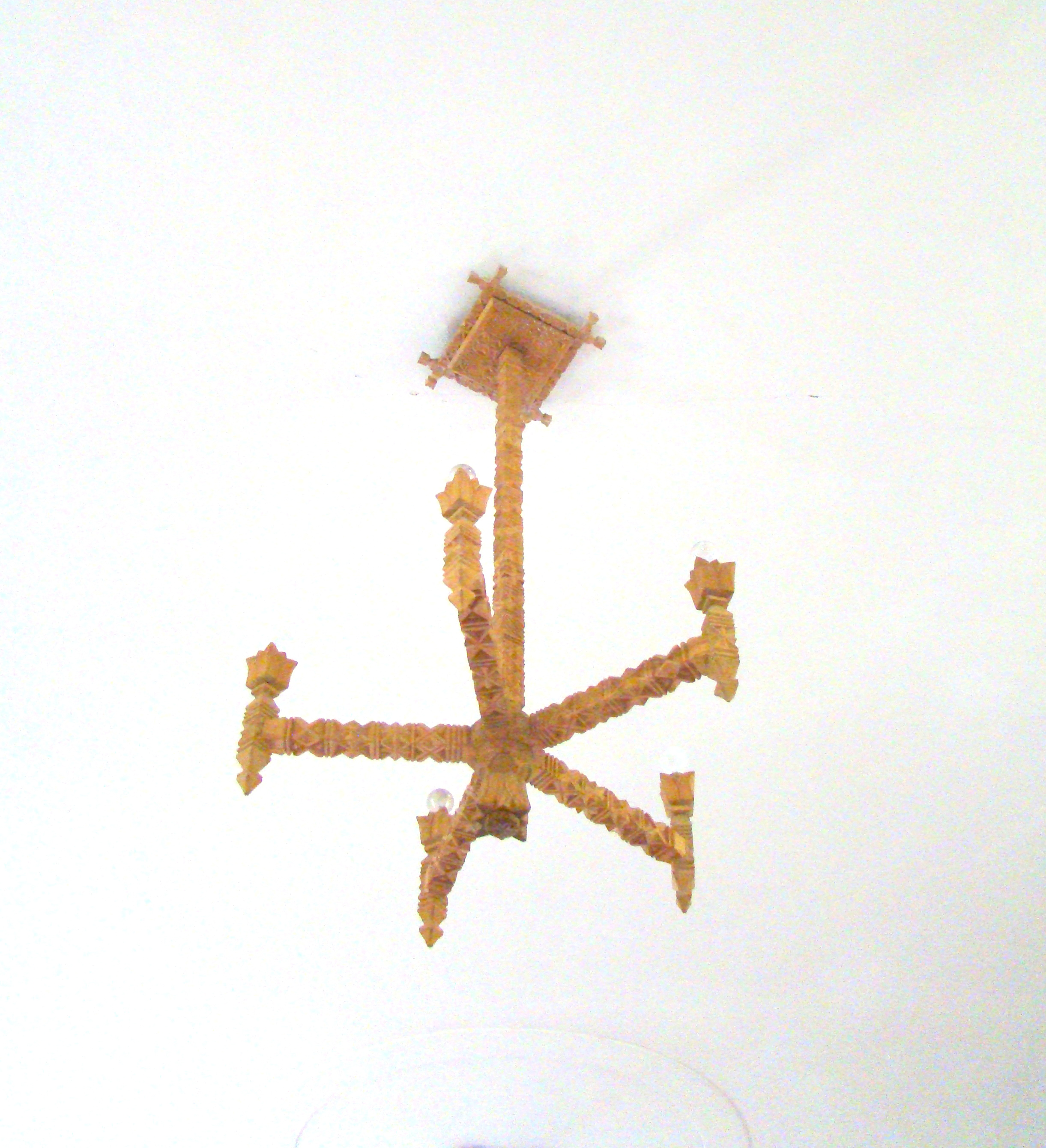
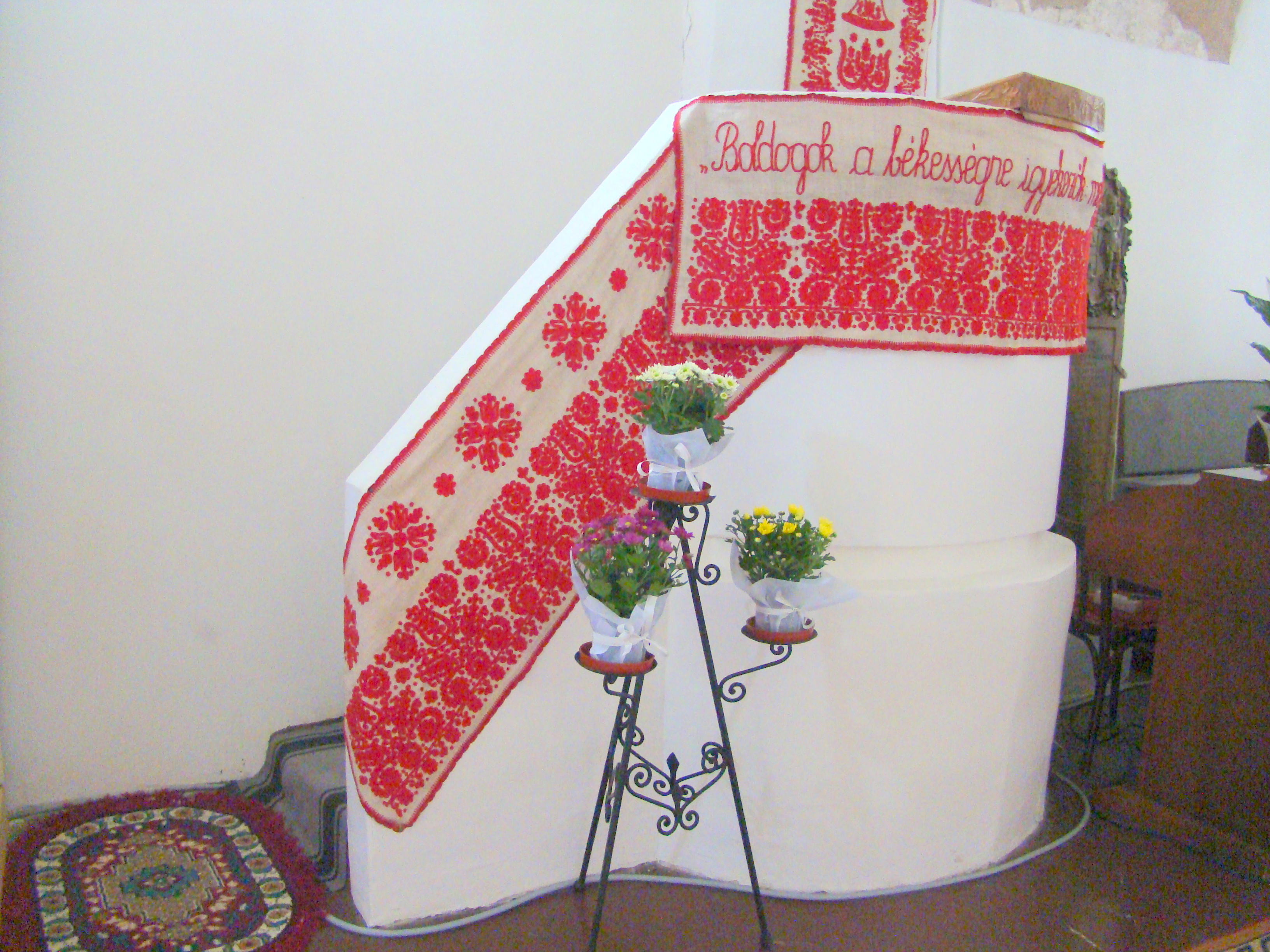
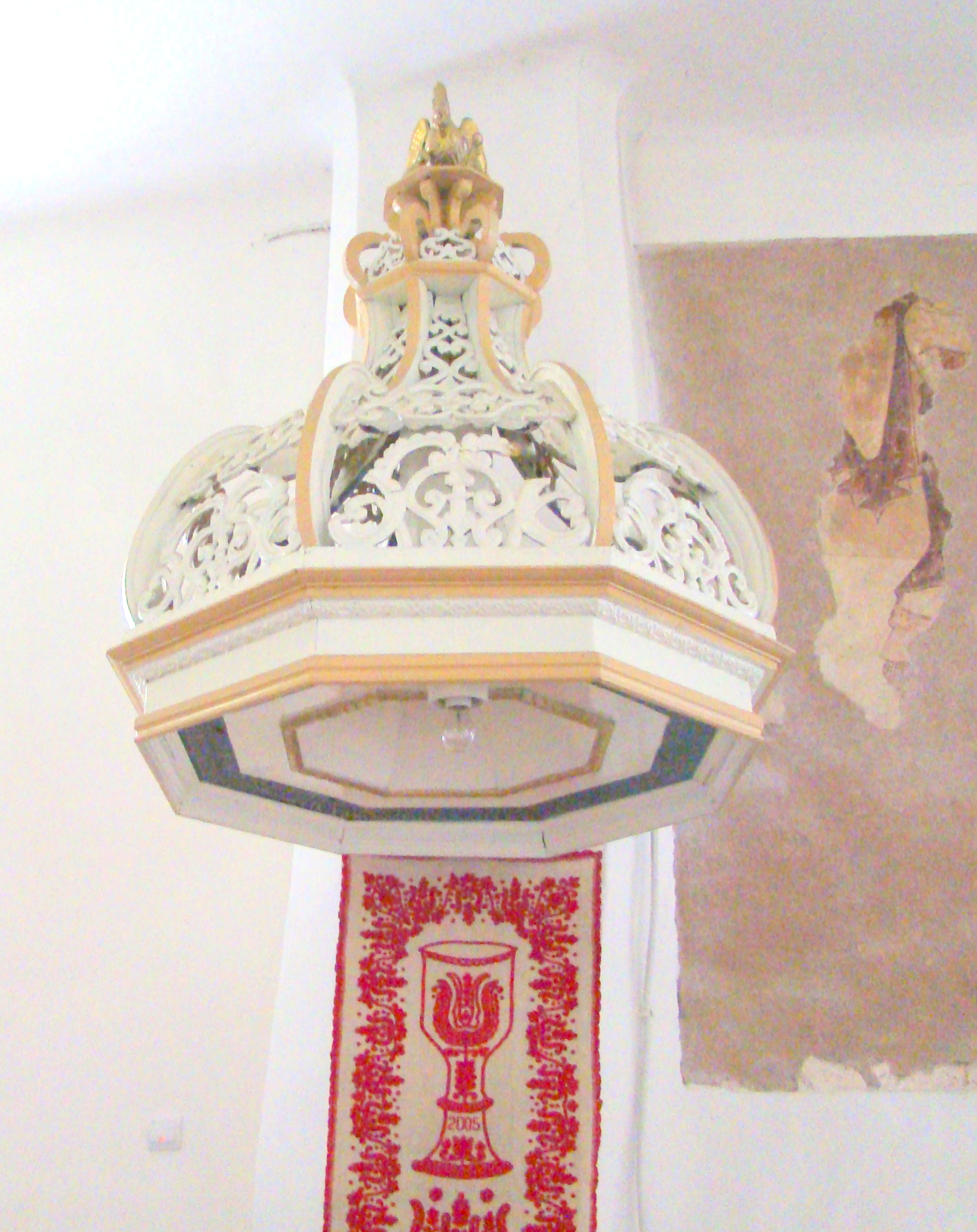
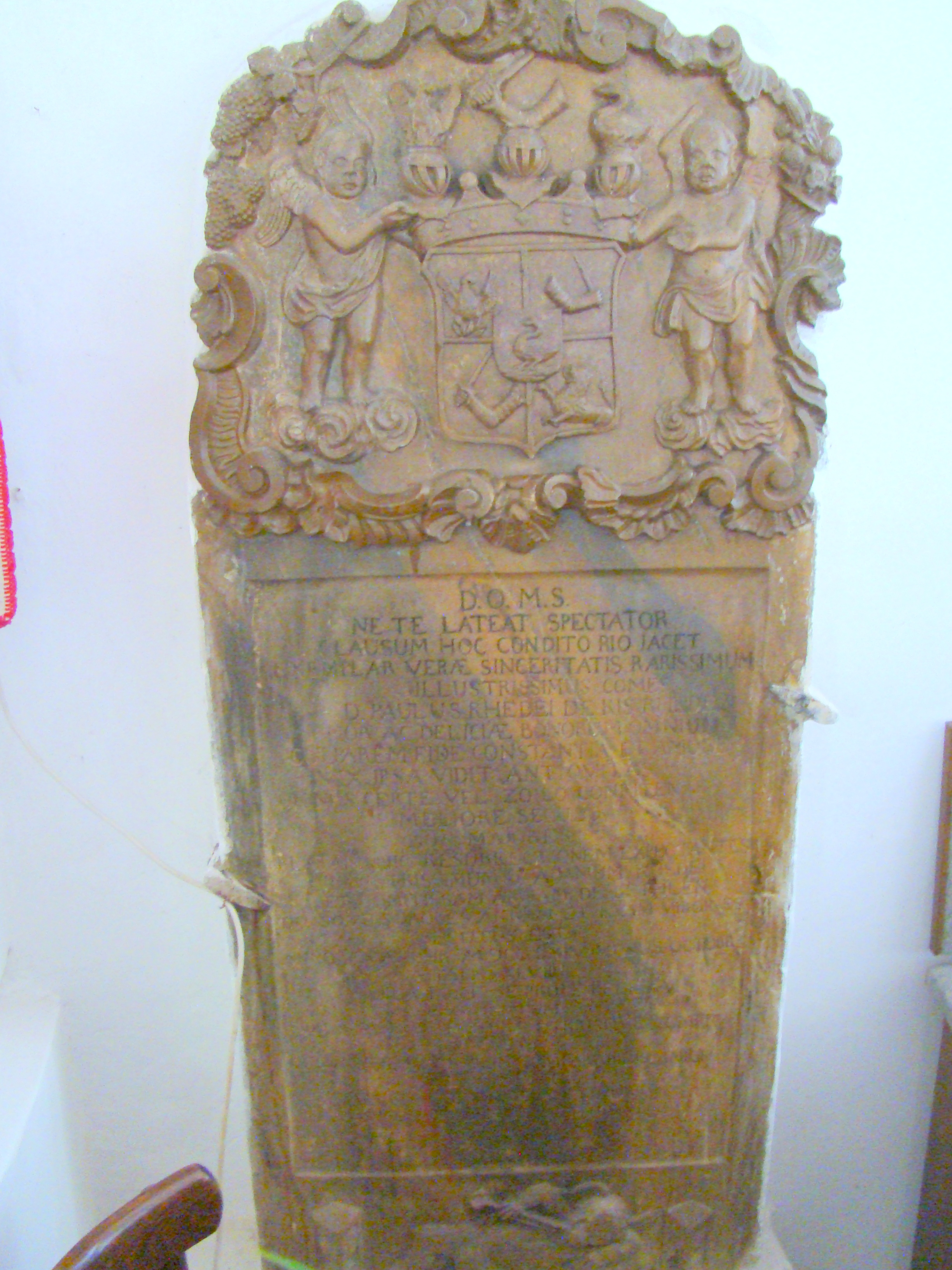
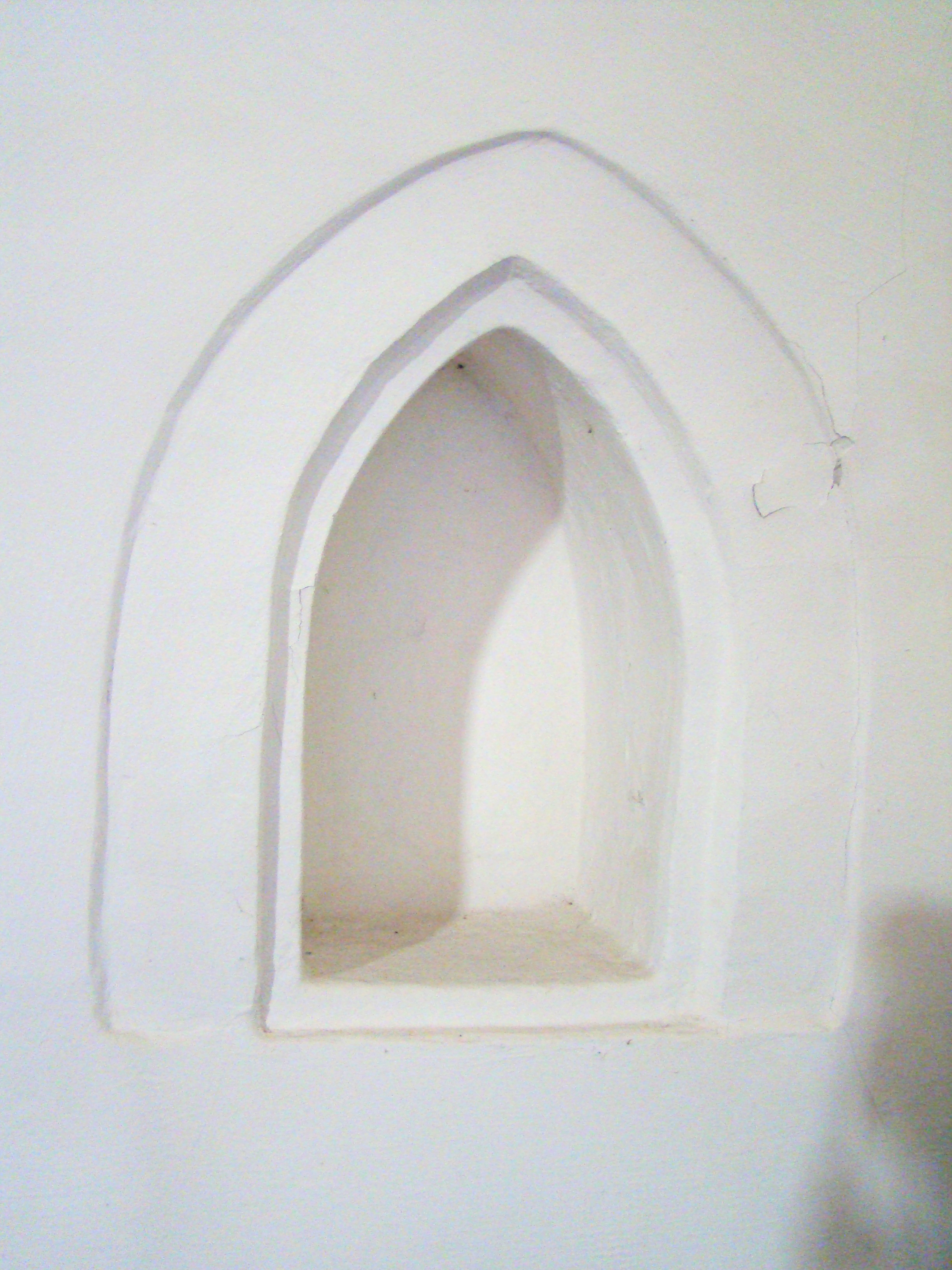
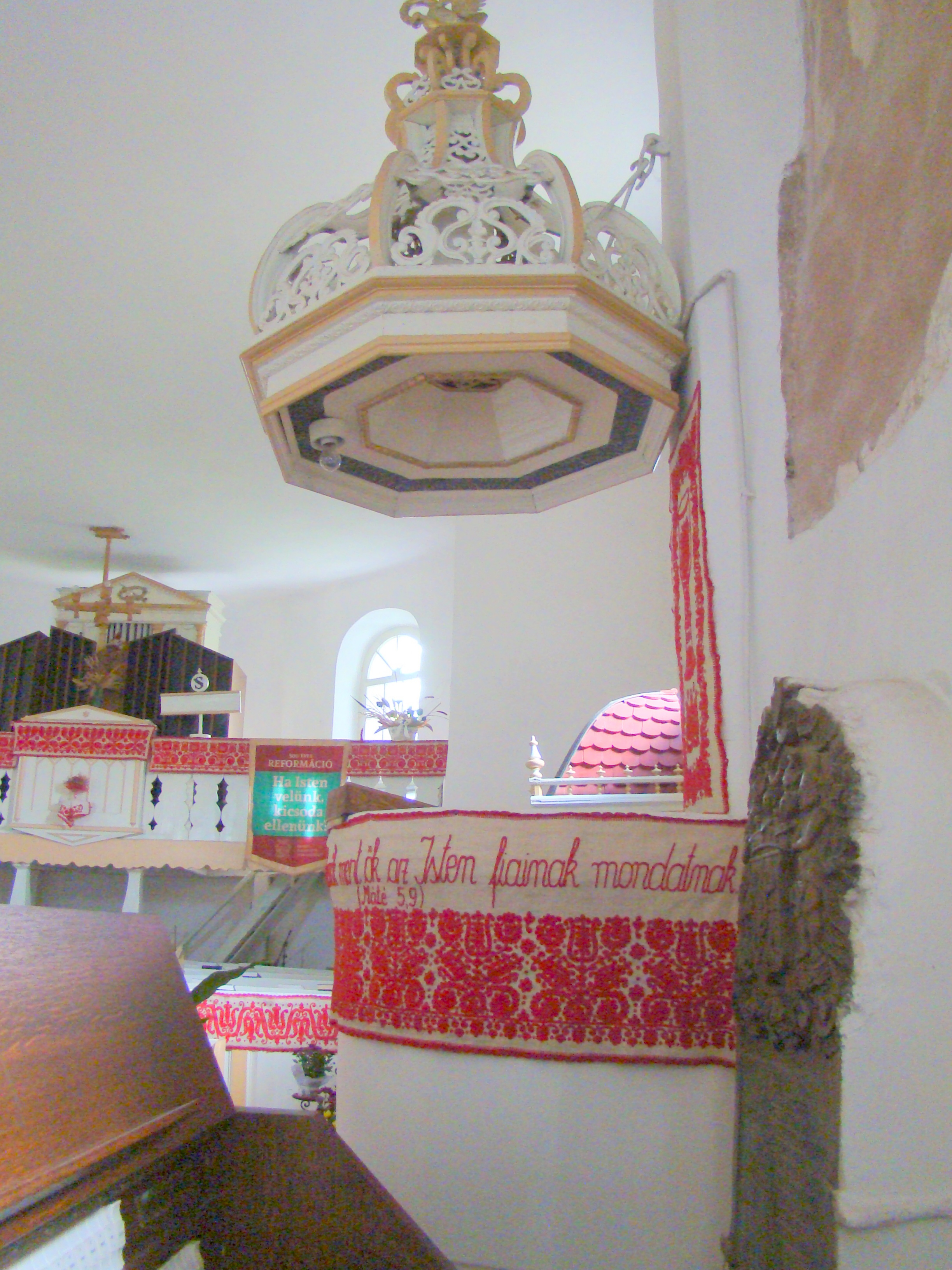
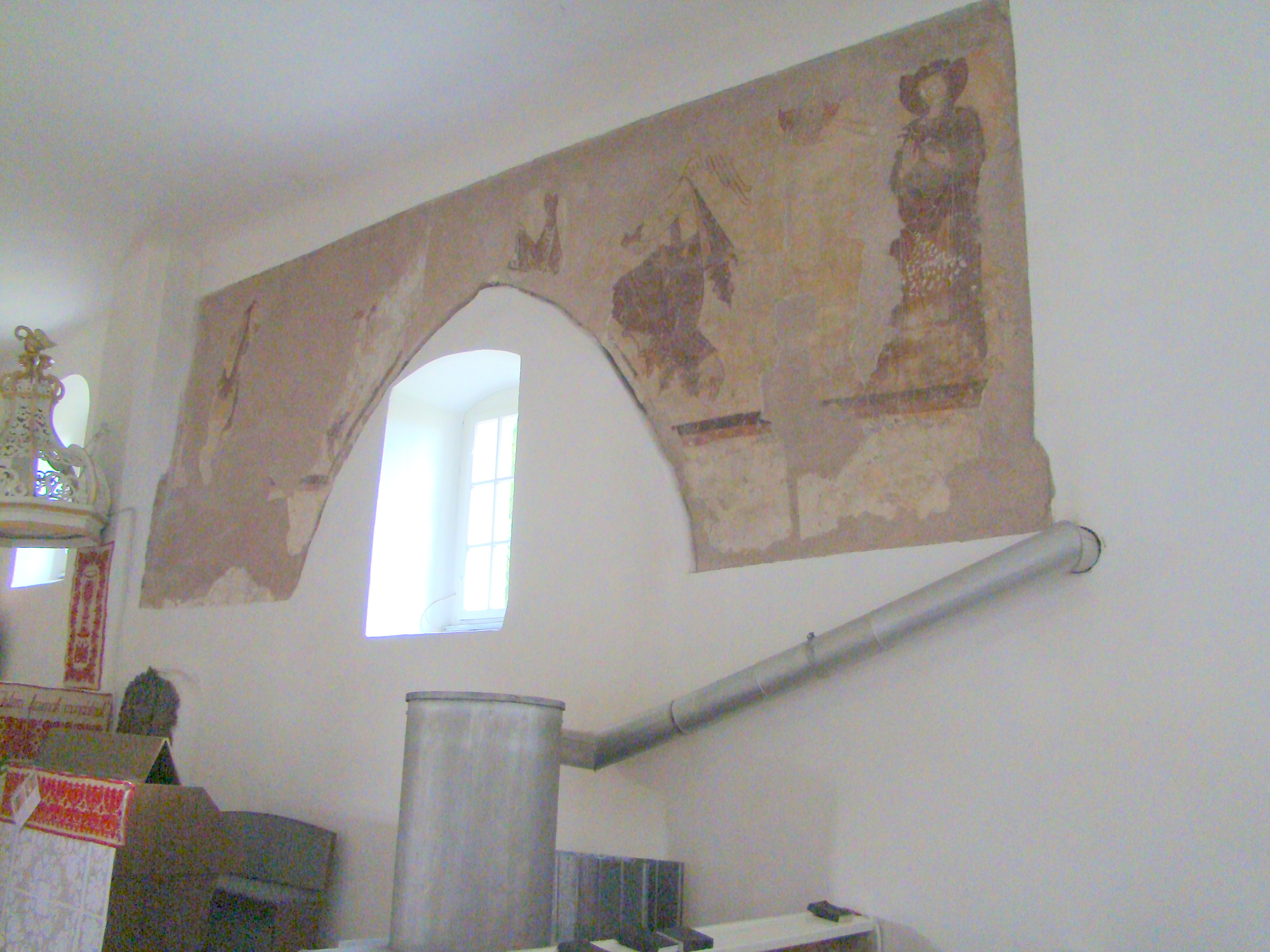
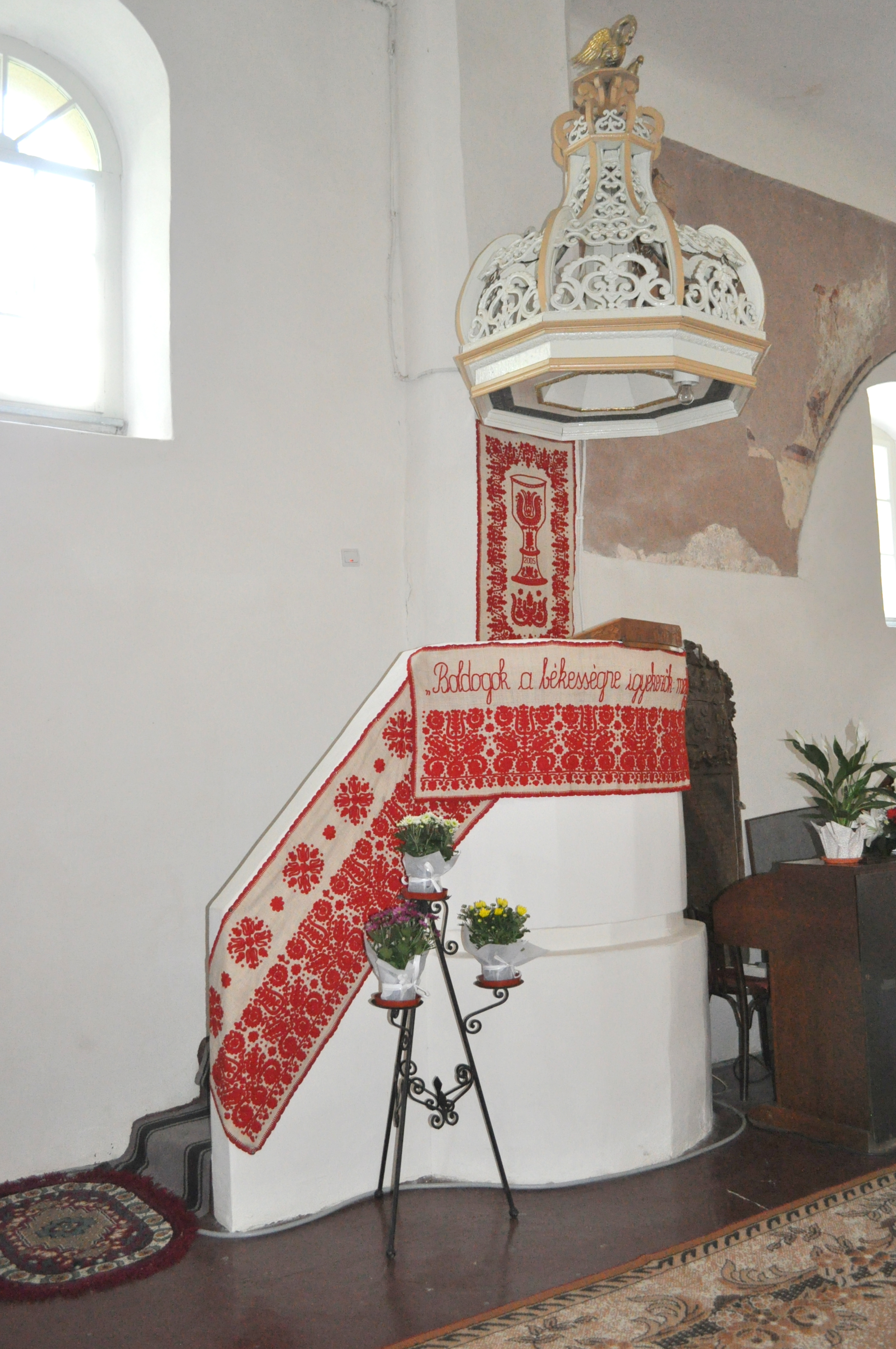
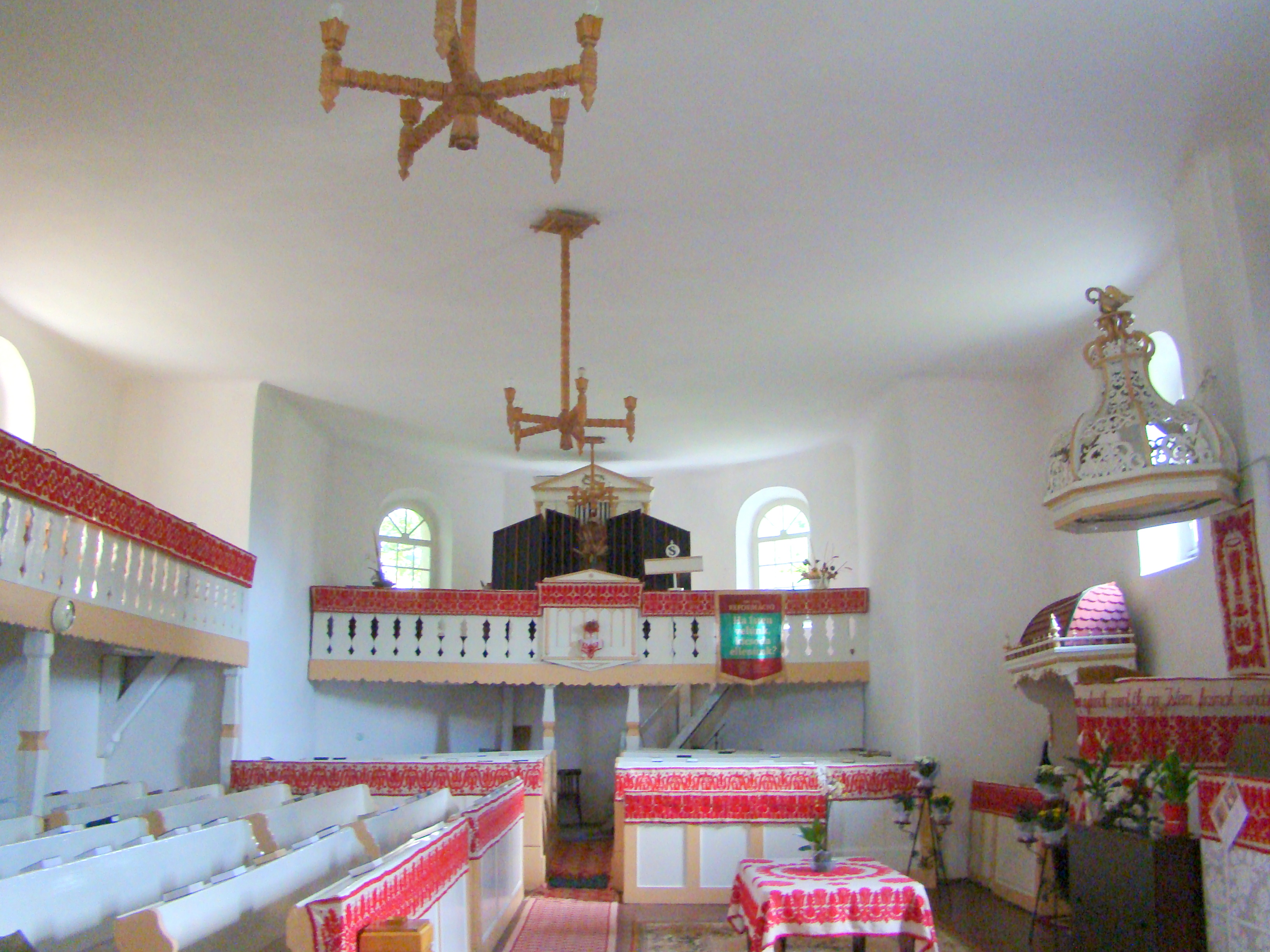
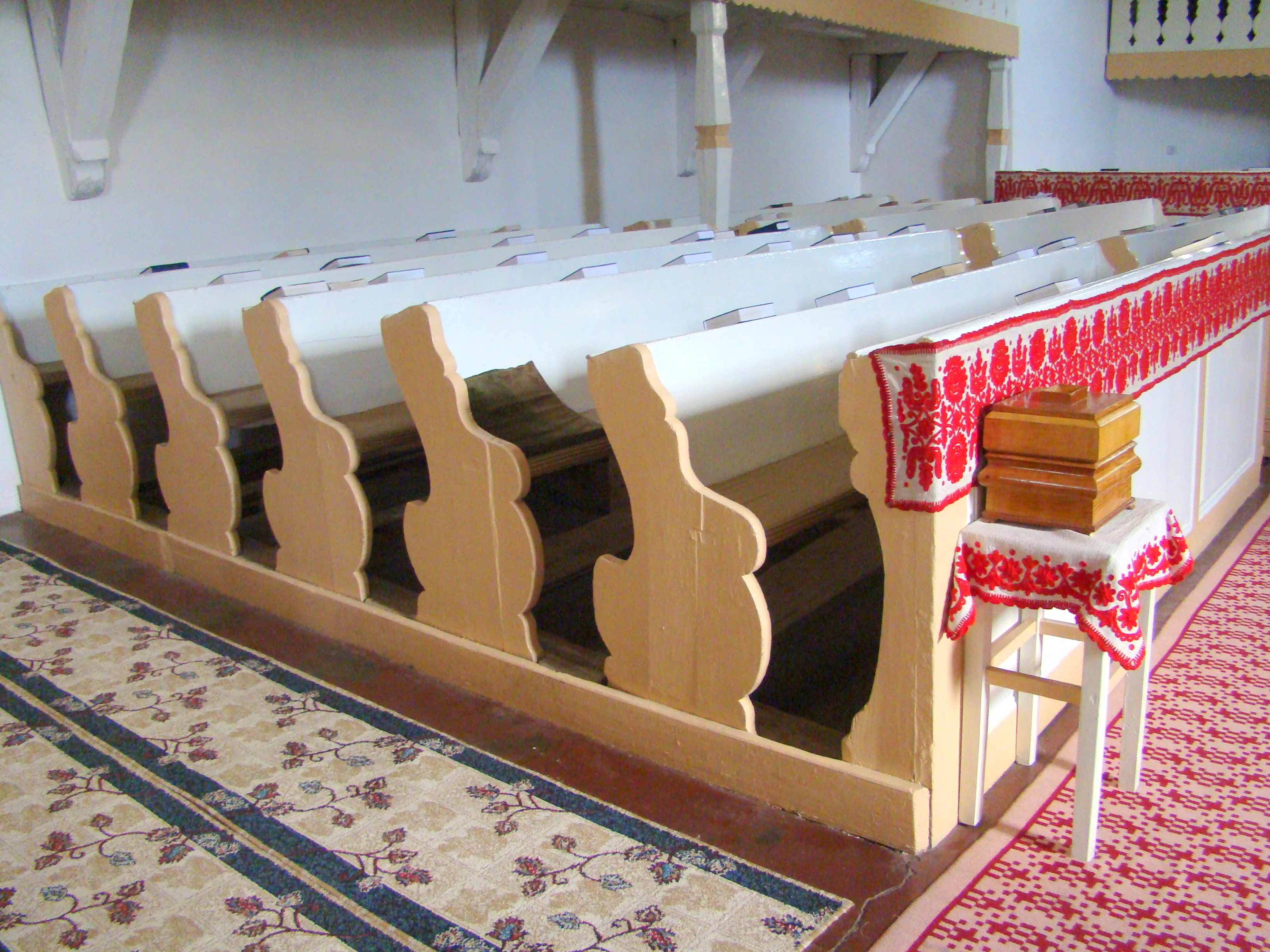
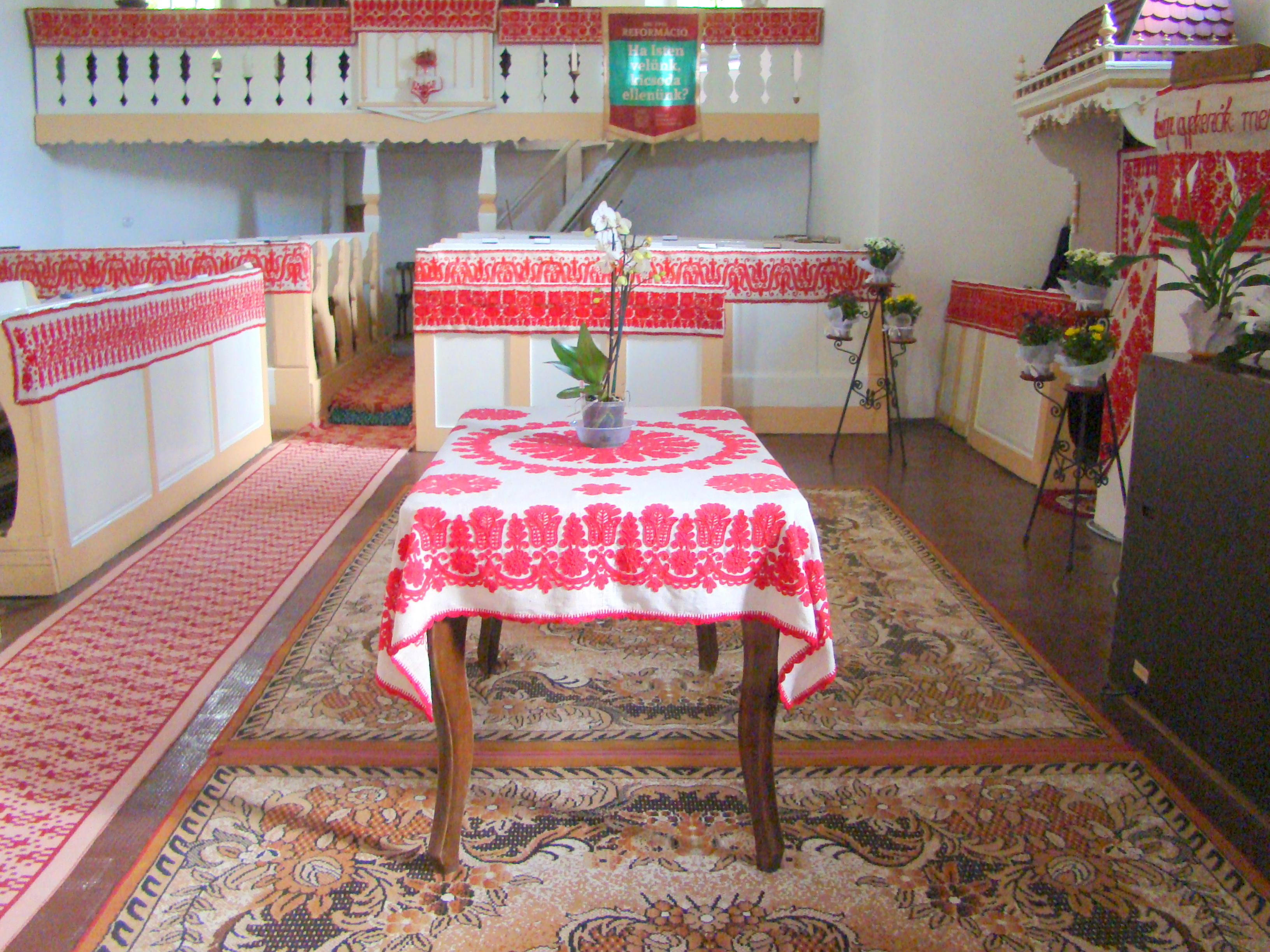
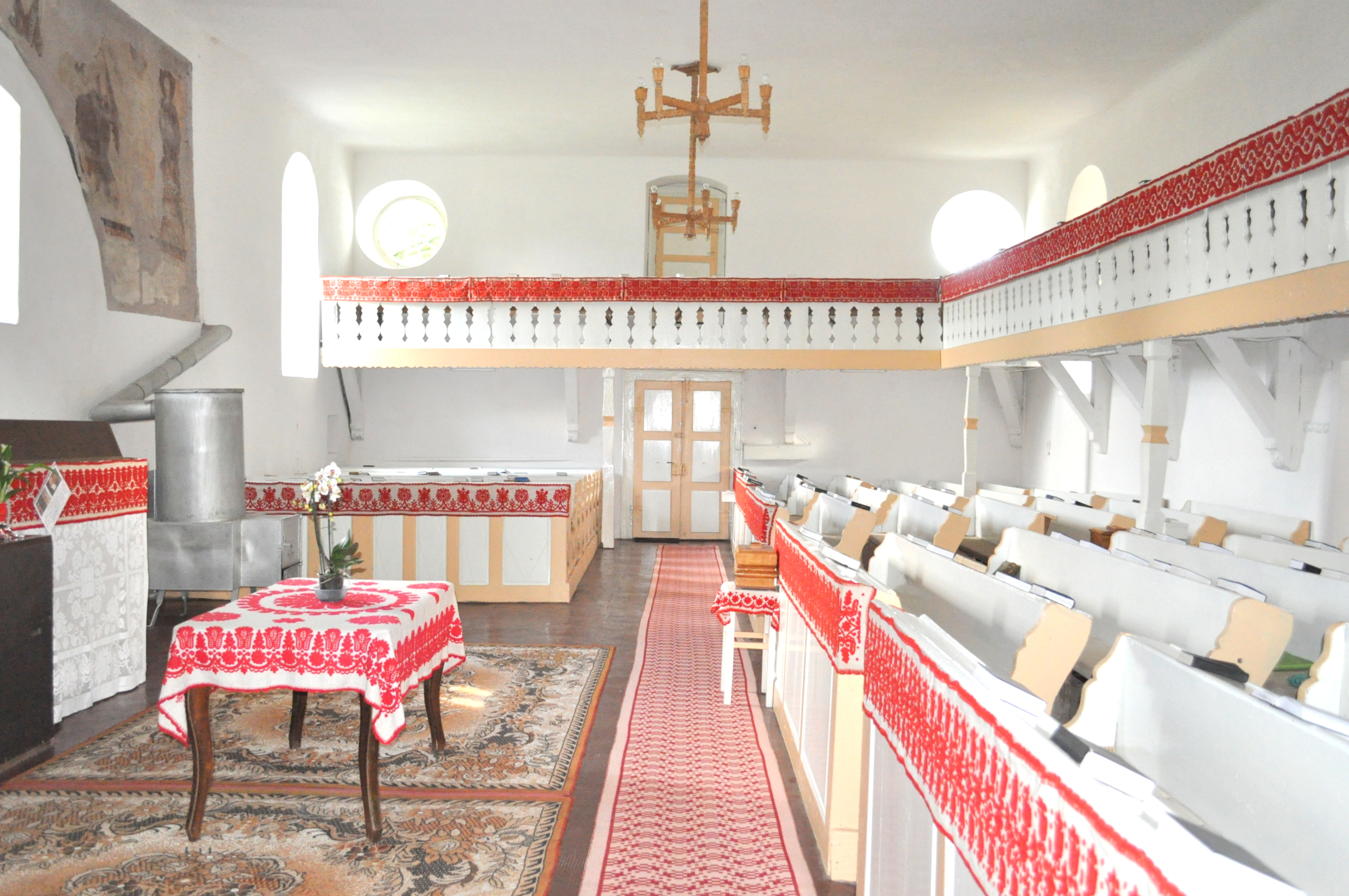
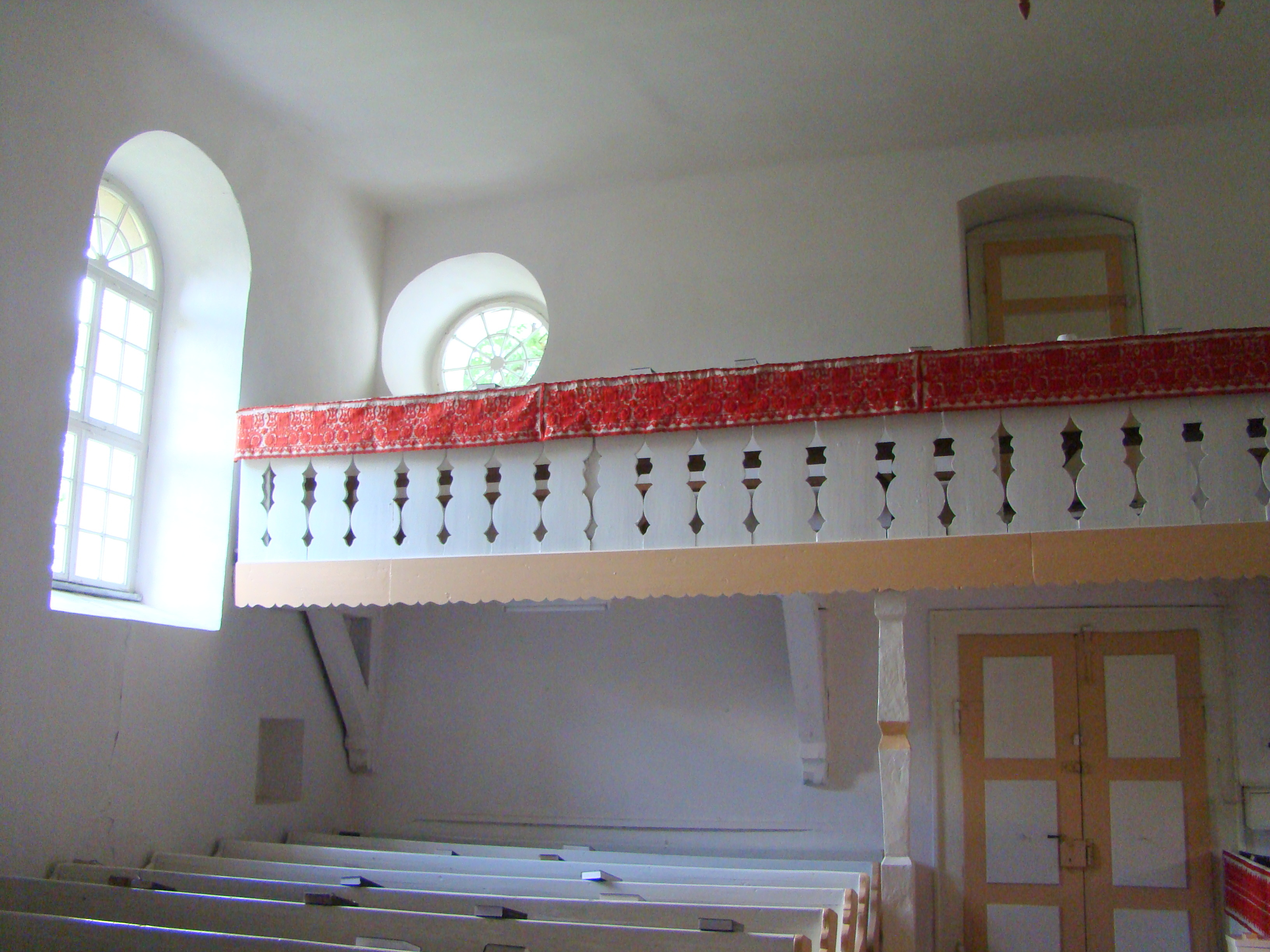
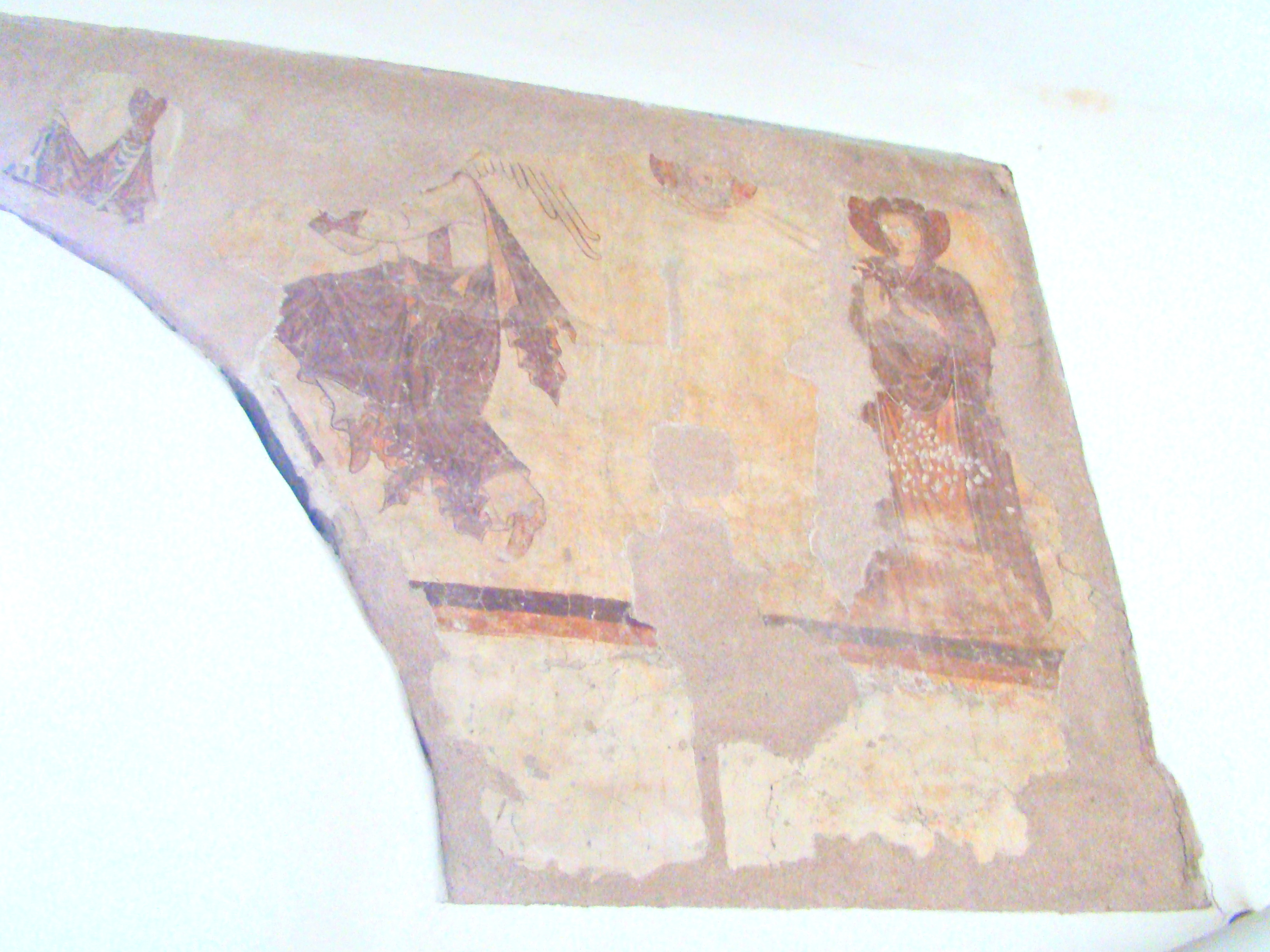
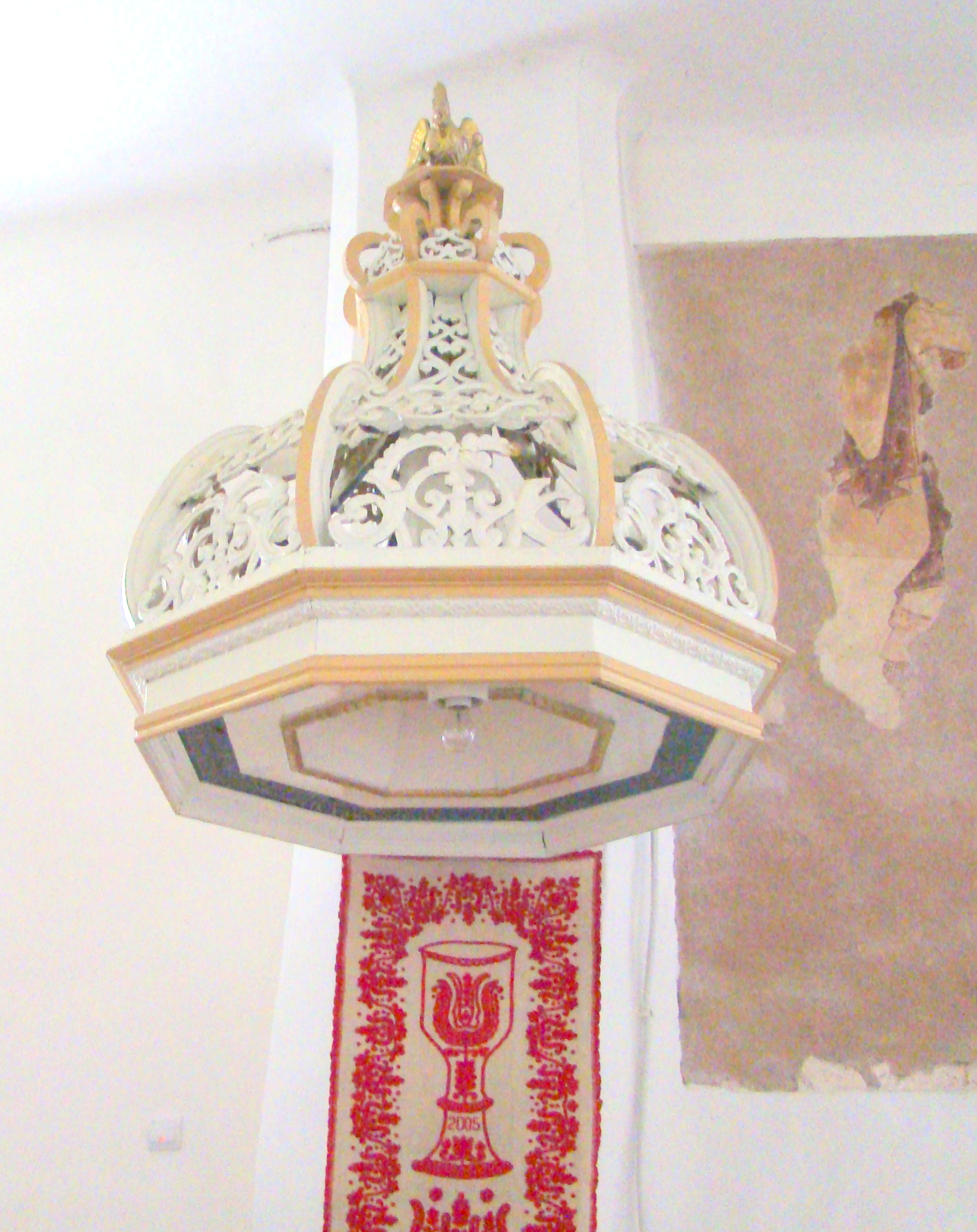
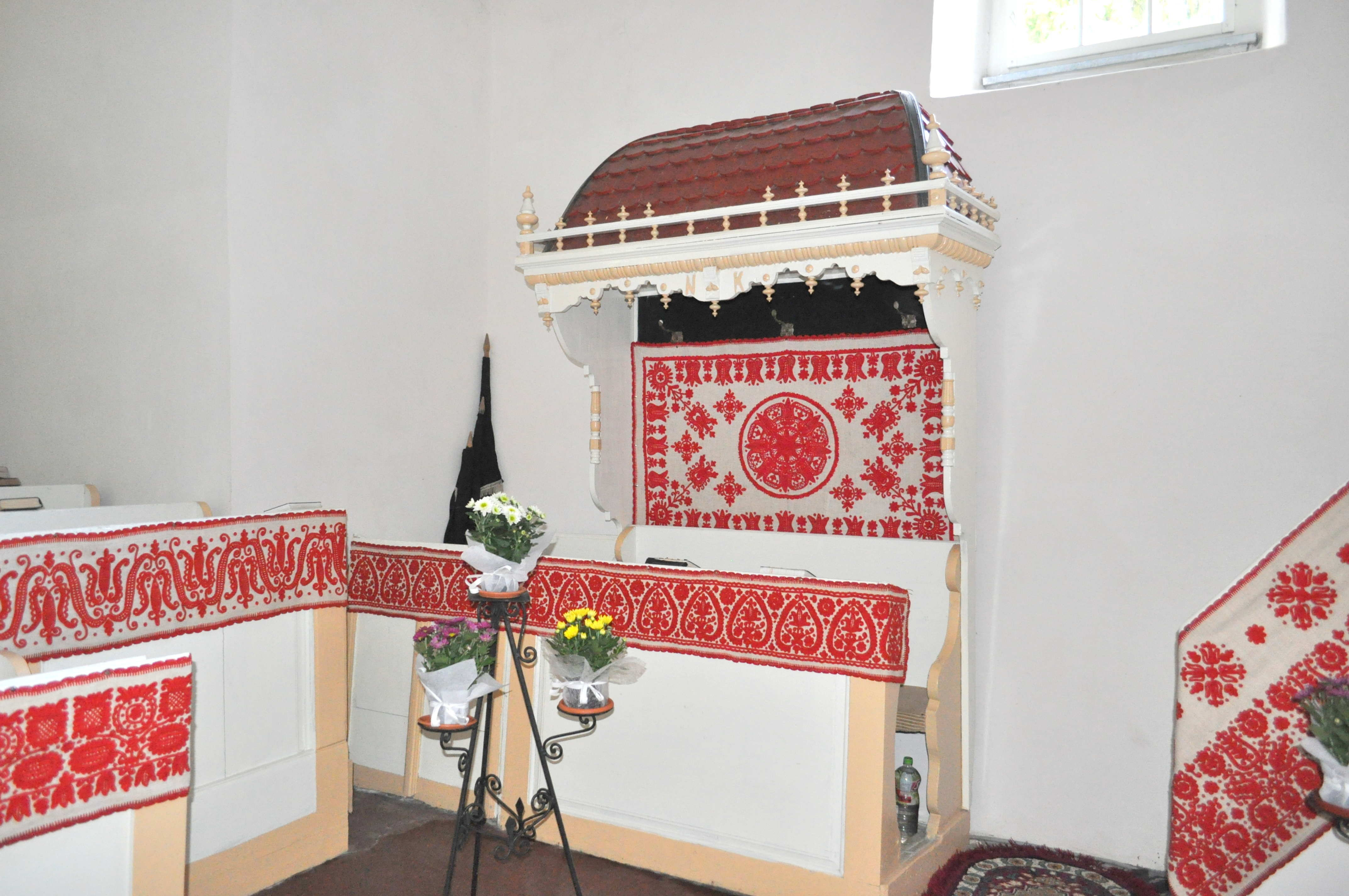
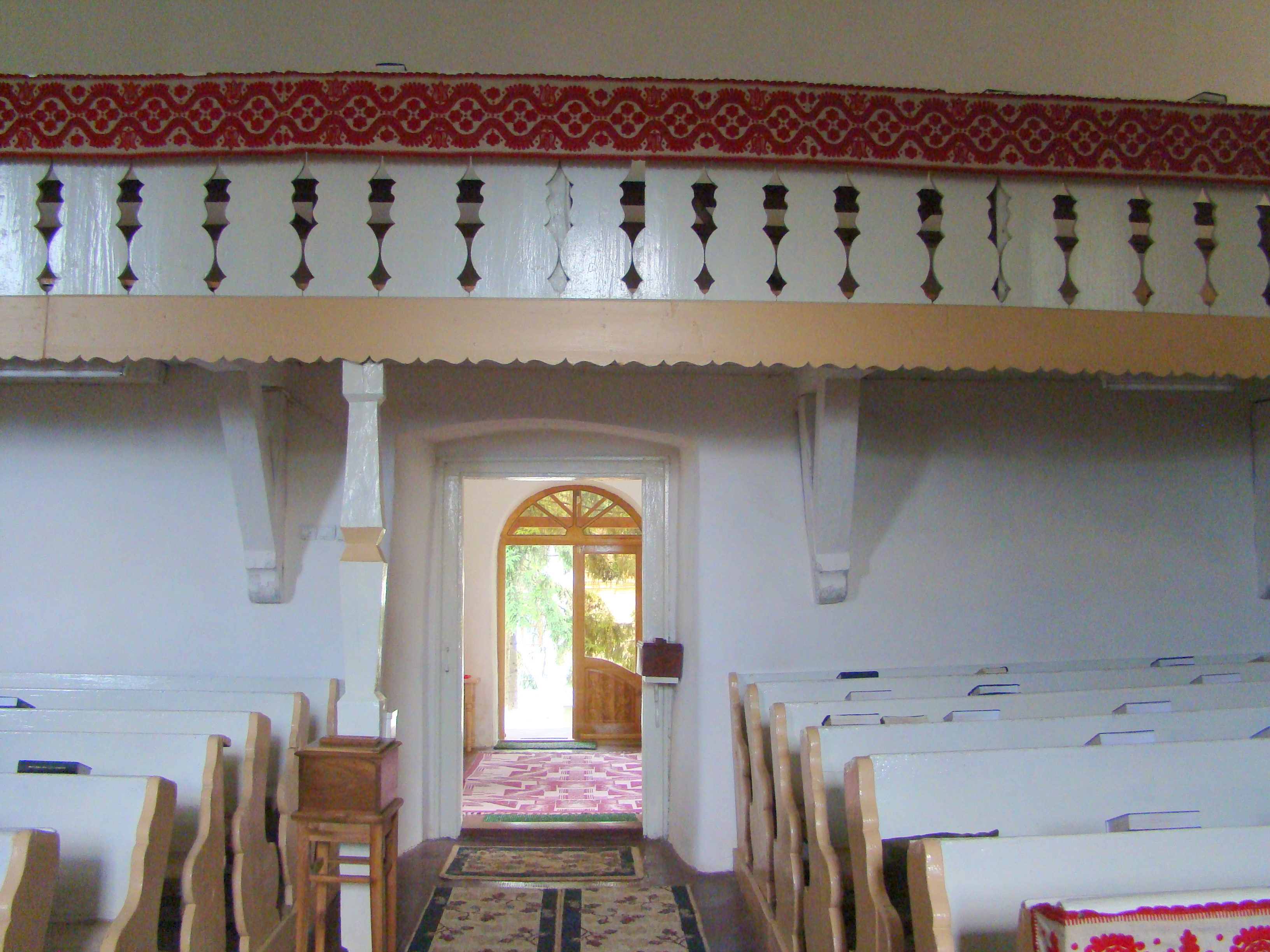
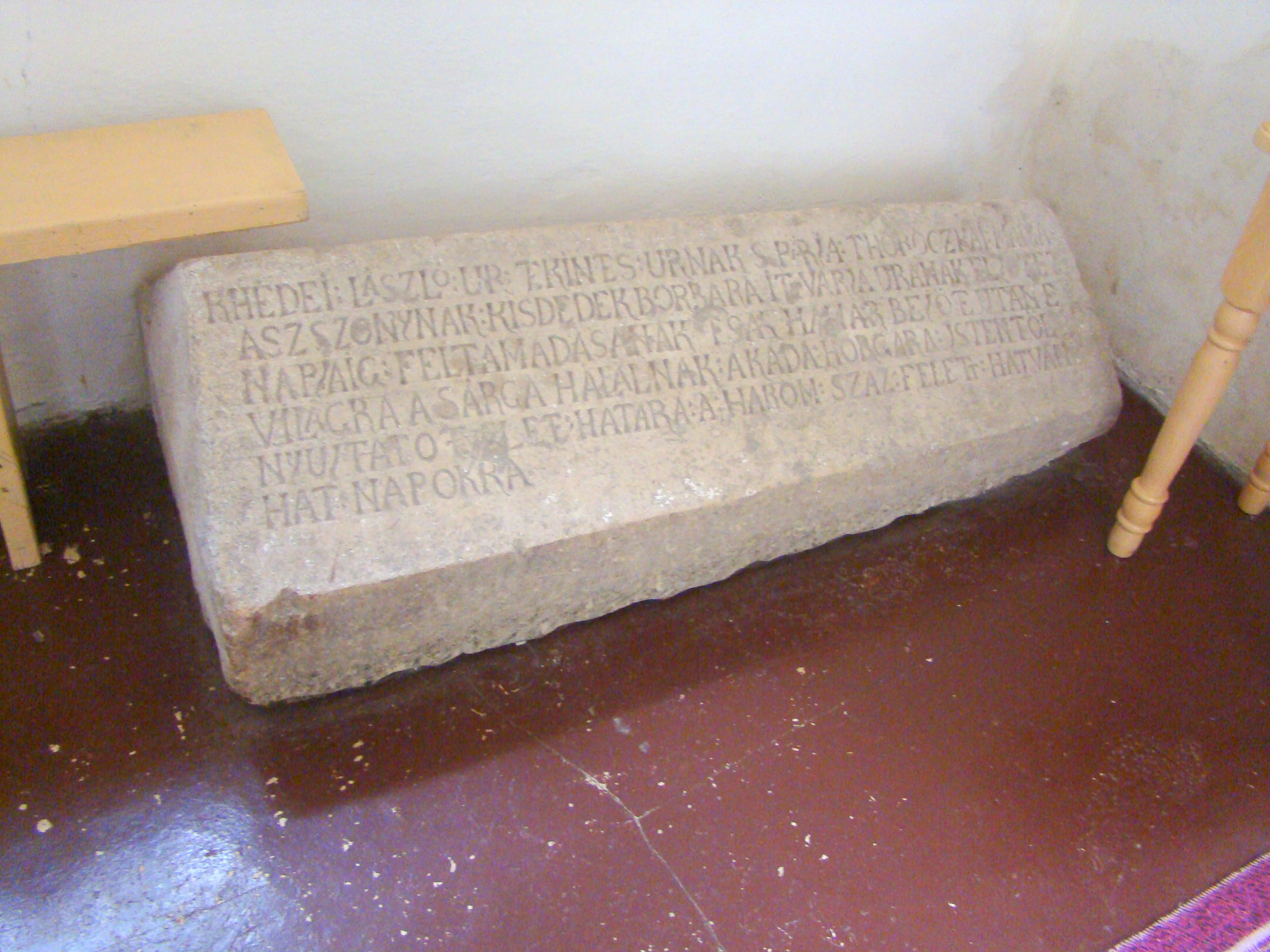

## Vezi și
- Vălenii de Mureș, Mureș
- Comuna Brâncovenești, Mureș